# Città romane
Elenco delle città romane.

## Province africane

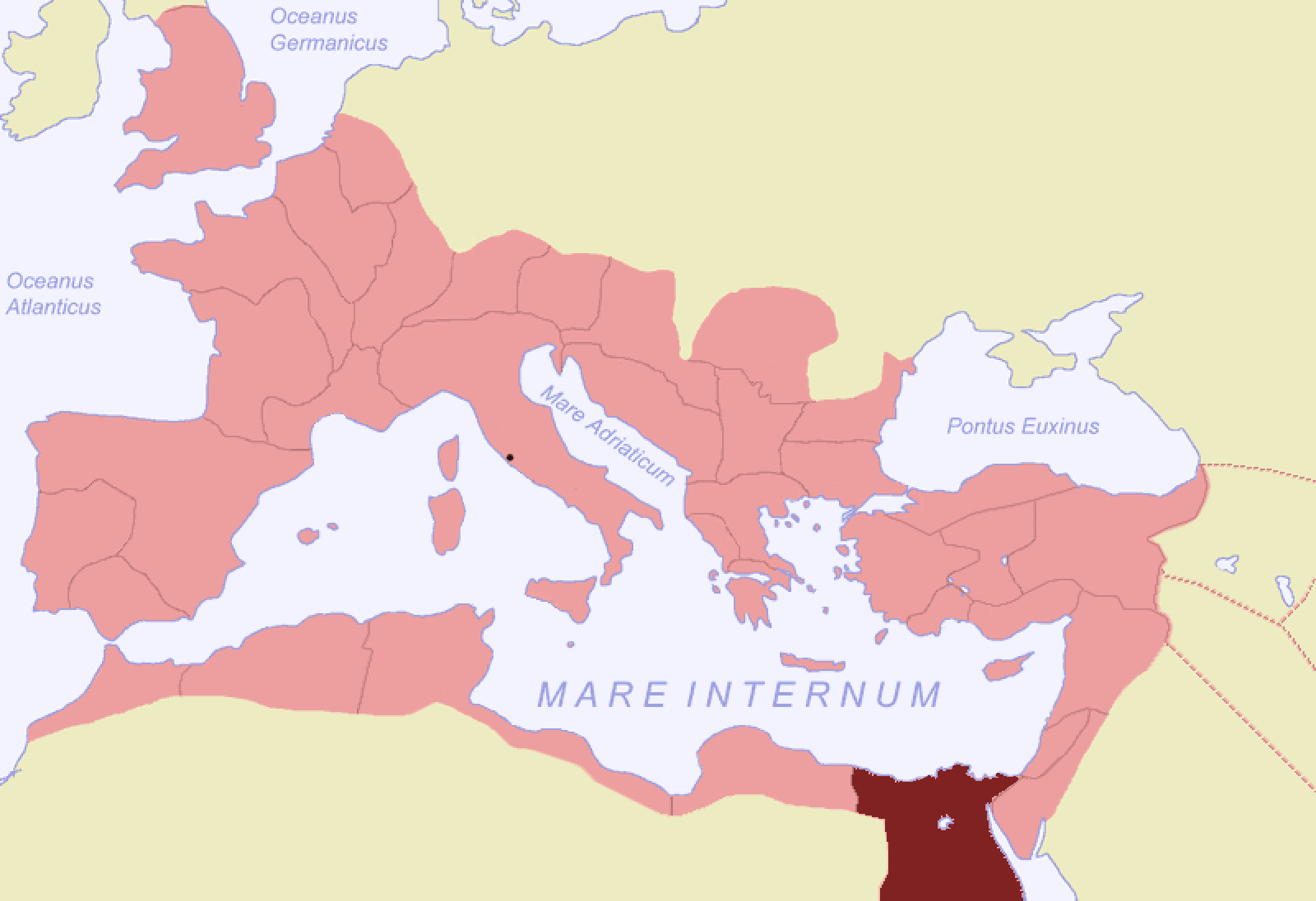
La provincia d'Aegyptus.

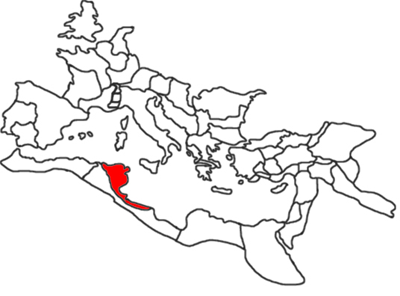
La provincia d'Africa.

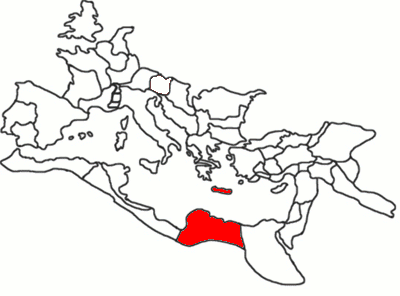
La provincia di Creta et Cyrene.

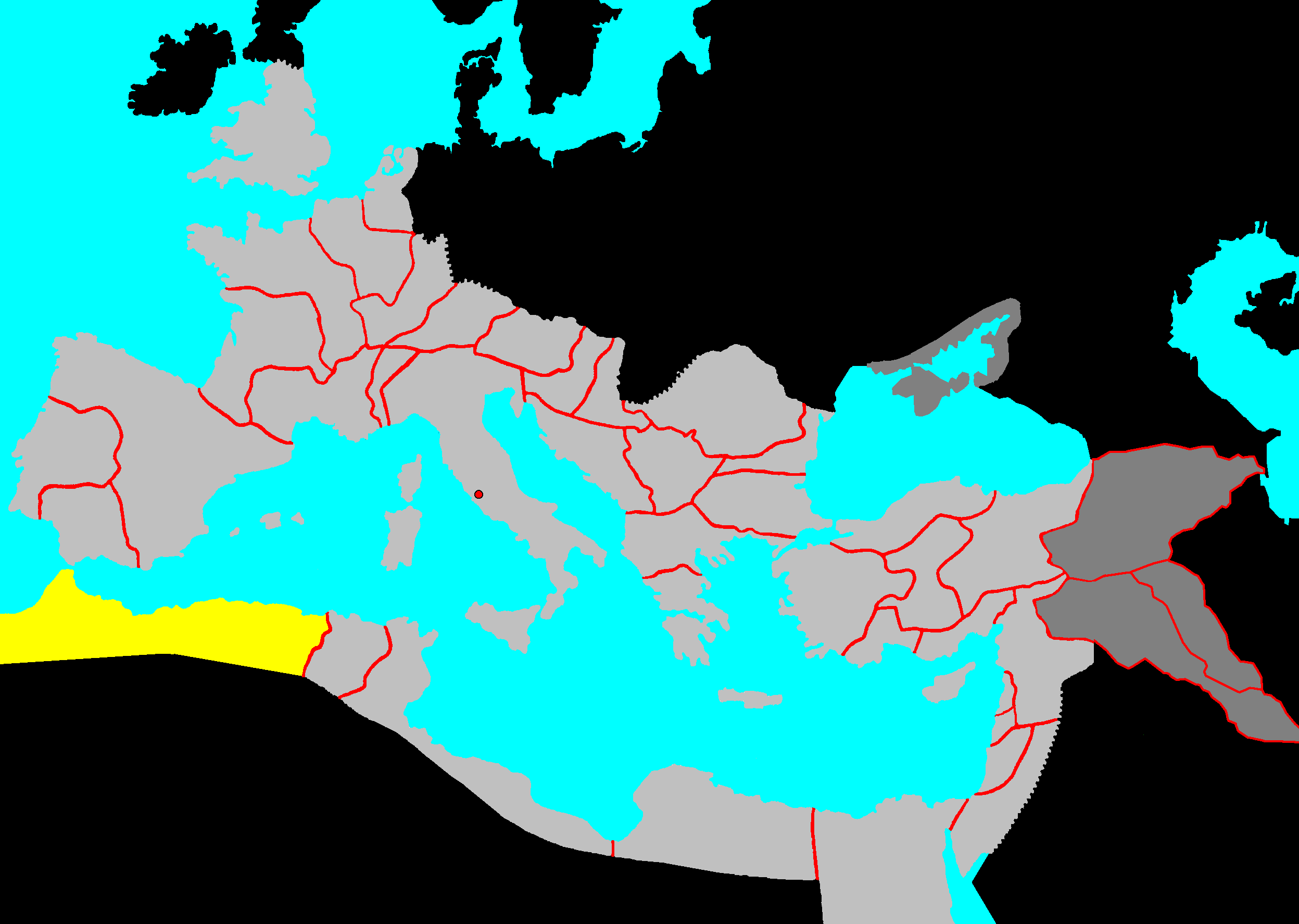
La provincia di Mauretania

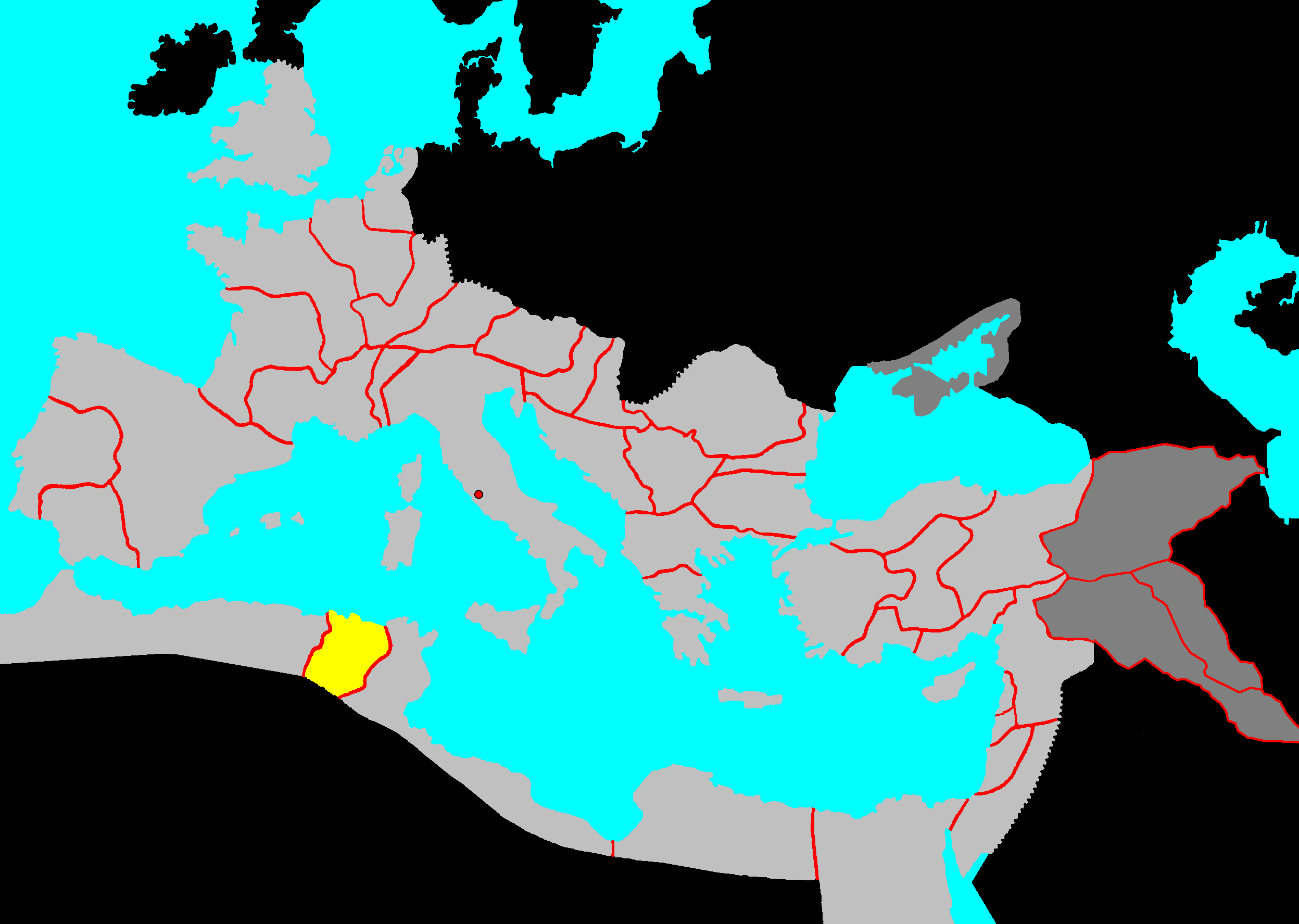
La provincia di Numidia

Aegyptus 
| Nome Latino            | Nome attuale                     |
| ---------------------- | -------------------------------- |
| Alexandrea ad Aegyptum | الإسكندرية, Alessandria d'Egitto |
| Antinoopolis           | Shekh Abade                      |
| Apollinopolis Magna    | Edfu                             |
| Leontopolis            | Tell el-Muqdam                   |
| Memphis                | Mitahina                         |
| Thebae                 | tra Luxor e Karnak               |

 Africa 
| Nome Latino  | Nome attuale   |
| ------------ | -------------- |
| Bona         | Annaba         |
| Carthago     | Cartagine      |
| Hadrumetum   | سوسة, Sūsa     |
| Leptis Magna | صبراته (Khoms) |
| Oea          | Tripoli        |

 Creta et Cyrene 
| Nome Latino | Nome attuale                   |
| ----------- | ------------------------------ |
| Berenice    | بنغازي, Bengasi                |
| Apollonia   | الجبل الأخضر), Gebel al Akhdar |
| Cyrene      | Shahhat                        |
| Gortyna     | Gortina                        |
| Paraetonium | مرسى مطروح, Marsā Maṭrūḥ       |
| Ptolemais   | طلميثة, Tolmeitha              |

 Mauritania 
| Nome Latino           | Nome attuale    |
| --------------------- | --------------- |
| Cesarea in Mauritania | شرشاﻝ, Sharshāl |
| Iulia Valentia Banasa | Banasa          |
| Icosium               | Algeri          |
| Sitifis               | Setif           |
| Tingis                | Tangeri         |
| Volubilis             | Qsar Fir'awn    |

 Numidia 
| Nome Latino  | Nome attuale                    |
| ------------ | ------------------------------- |
| Aurasius     | Aurès                           |
| Bona         | Annaba                          |
| Cirta        | Qusantînah (in it., Costantina) |
| Hippo Regius | Ippona                          |
| Lambaesis    | Tazoult                         |
| Rusicadae    | Skikda                          |
| Theveste     | Tebessa                         |

## Province balcaniche

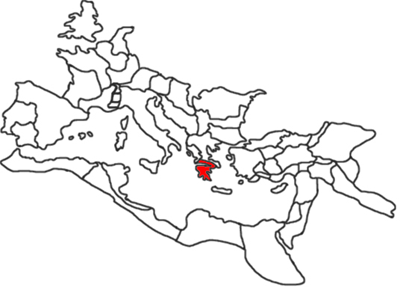
La provincia d'Achaea.

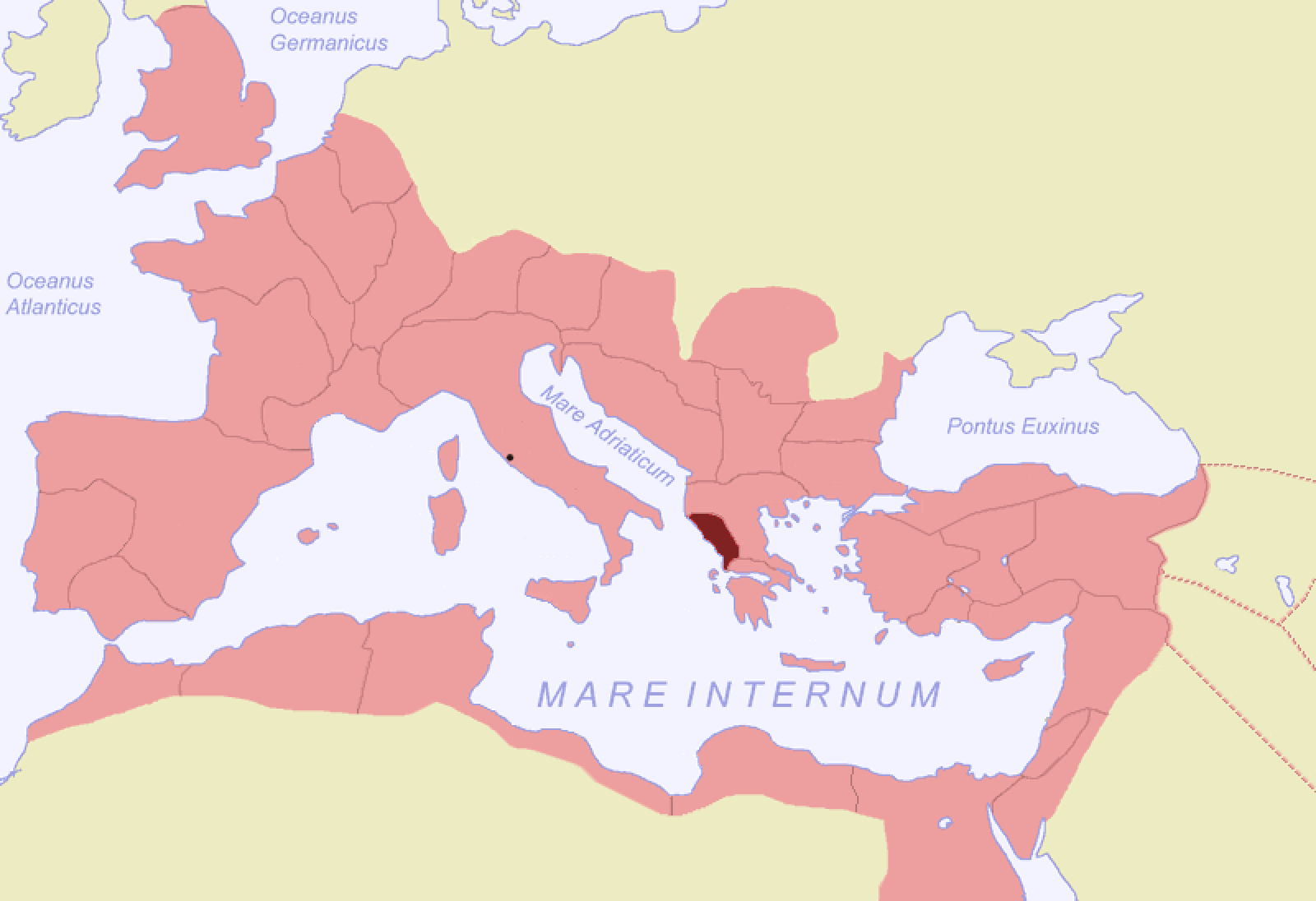
La provincia d'Epiro.

Achaea 
| Nome Latino | Nome attuale |
| ----------- | ------------ |
| Athenae     | Atene        |
| Corinthus   | Corinto      |
| Olympia     | Olimpia      |
| Sparta      | Sparta       |

 Epyrus 
| Nome Latino | Nome attuale            |
| ----------- | ----------------------- |
| Actium      | Άκτιο (in it., Azio)    |
| Ambracia    | Arta                    |
| Corcyra     | Kerkyra (in it., Corfù) |
| Dodona      | Dodoni                  |
| Oricum      | Orikon                  |
| Photice     | Paramithia              |

## Province danubiane

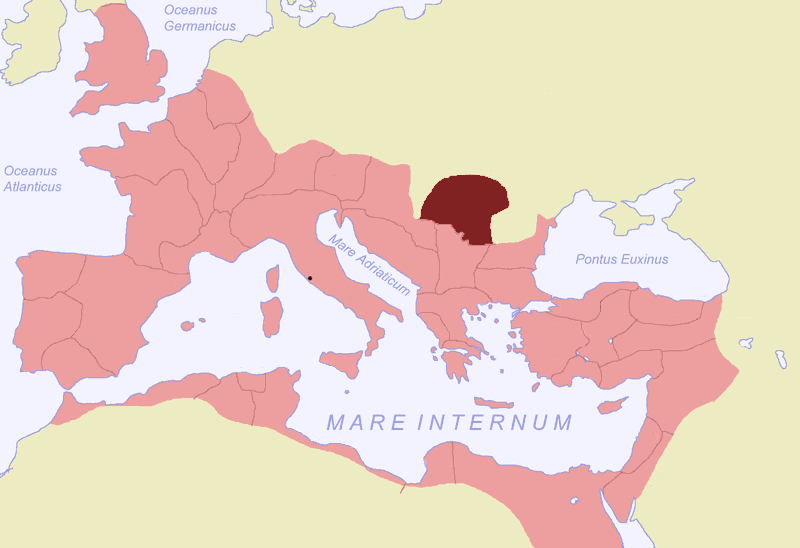
La provincia romana di Dacia.

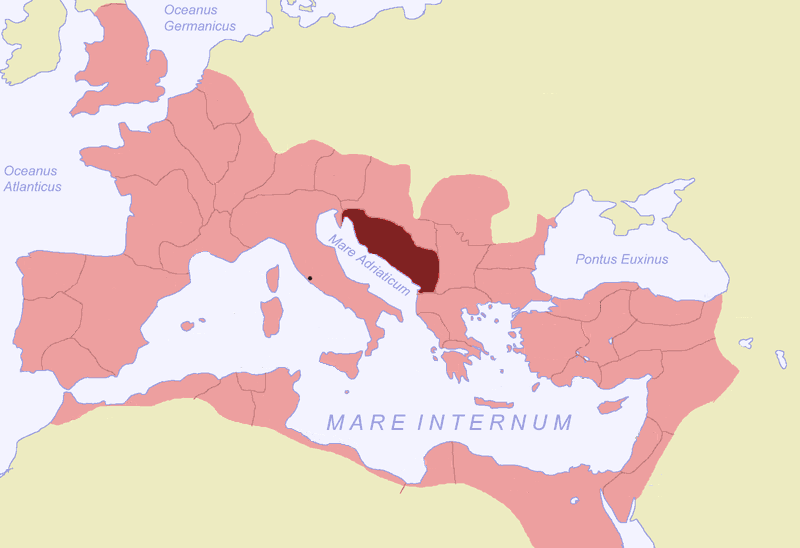
La provincia romana di Dalmatia.

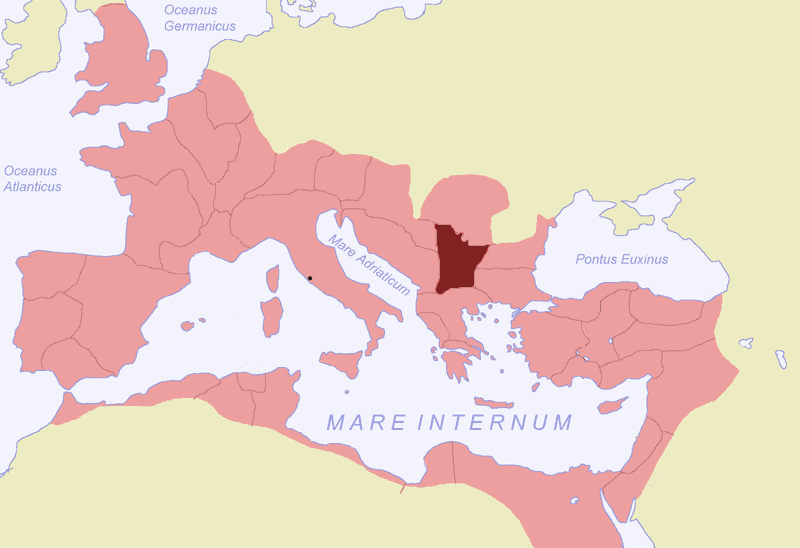
La provincia romana di Mesia Superiore.

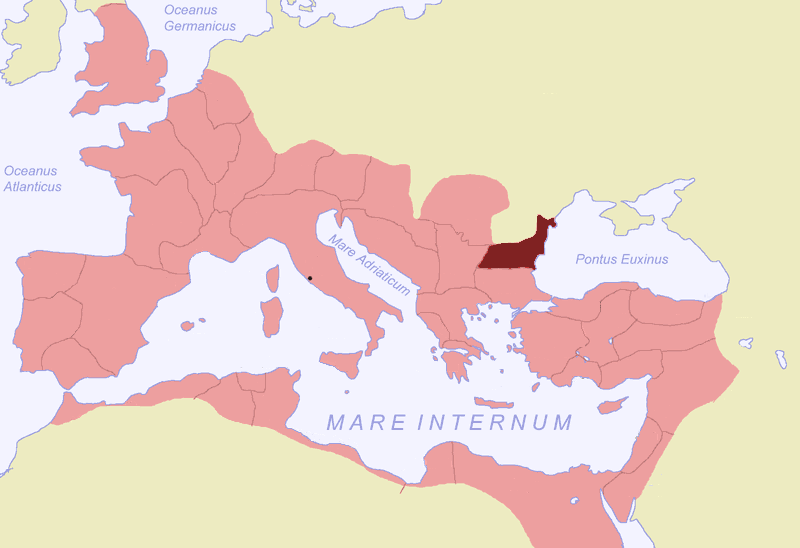
La provincia romana di Mesia Inferiore.

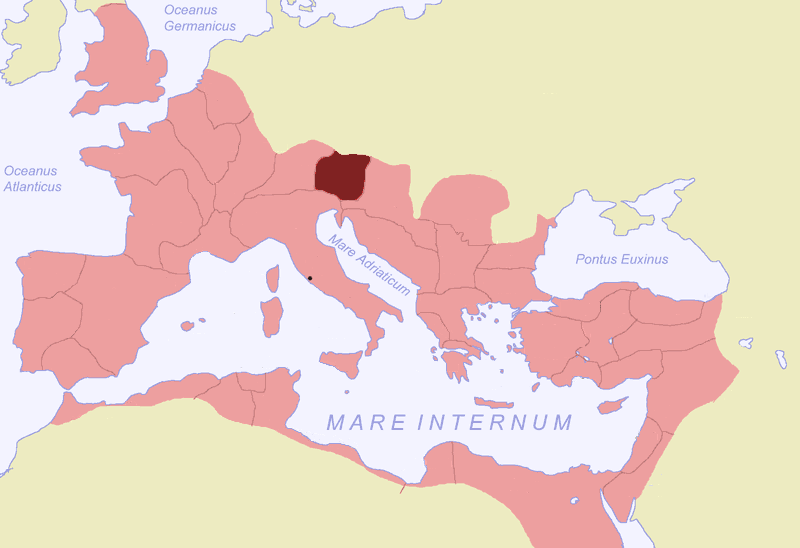
La provincia romana di Noricum.

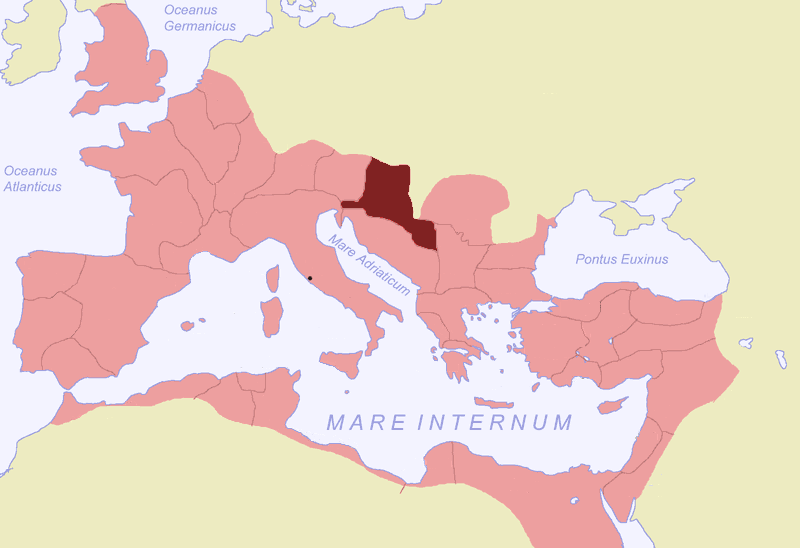
La provincia romana di Pannonia.

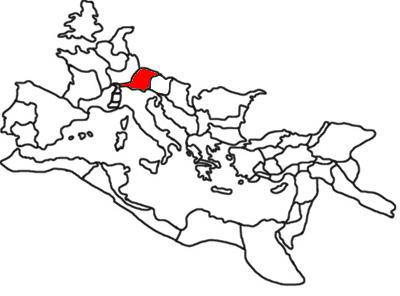
La provincia romana di Raetia.

Dacia 
| Nome Latino                         | Nome attuale  |
| ----------------------------------- | ------------- |
| Ad Media                            | Mehadia       |
| Alburnus Maior                      | Roşia Montană |
| Apulum                              | Alba Iulia    |
| Buridava                            | Stolniceni    |
| Colonia Ulpia Traiana Sarmizegetusa | Sarmizegetusa |
| Napoca                              | Cluj-Napoca   |
| Potaissa                            | Turda         |

 Dalmatia 
| Nome Latino | Nome attuale                          |
| ----------- | ------------------------------------- |
| Acruvium    | Kotor (in it., Cattaro)               |
| Aenona      | Nin (in it., Nona)                    |
| Aequum      | Čitluk, vicino a Sinj (in it., Signo) |
| Alvona      | Albona                                |
| Aspalathos  | Split (in it., Spalato)               |
| Bigeste     | Labin (in it., Albona)                |
| Bona        | Blagaj                                |
| Burnum      | Chistagne                             |
| Corcyra     | Korčula (in it., Curzola)             |
| Doclea      | Podgorica, località Duklja            |
| Dulcinium   | Ulcinj (in it., Dulcigno)             |
| Dyrrachium  | Durrës (in it., Durazzo)              |
| Iader       | Zadar (in it., Zara)                  |
| Issa        | Vis (in it., Lissa)                   |
| Lissus      | Lezhë (in it., Alessio)               |
| Oneum       | Omiš (in it., Almissa)                |
| Rhizinium   | Risan (in it., Risano)                |
| Raetinium   | Bihać                                 |
| Salona      | Solin                                 |
| Scardona    | Skradin (in it., Scardona)            |
| Scodra      | Shkodër (in it., Scutari)             |
| Senia       | Senj (in it., Segna)                  |
| Tarsatica   | Trsat (in it., Tersatto)              |
| Tragurium   | Traù                                  |
| Vegium      | Karlobag (in it., Carlopago)          |

 Moesia 
| Nome Latino         | Nome attuale |
| ------------------- | ------------ |
| Bononia             | Vidin        |
| Callatis            | Mangalia     |
| Marcianopolis       | Devnya       |
| Naissus             | Niš          |
| Nicopolis ad Istrum | Nikup        |
| Novae               | Svishtov     |
| Odessus             | Varna)       |
| Oescus              | Gigen        |
| Ratiaria            | Archar       |
| Remesiana           | Bela Palanka |
| Singidunum          | Belgrado     |
| Troesmis            | Turcoaia     |
| Viminacium          | Kostolac     |
| Tomis               | Constanţa    |

 Noricum 
| Nome Latino | Nome attuale                  |
| ----------- | ----------------------------- |
| Ad Anisum   | Radstadt                      |
| Celeia      | Celje                         |
| Iuvavum     | Salzburg (in it., Salisburgo) |
| Lauriacum   | Enns                          |
| Lincium     | Linz                          |
| Ovilavis    | Wels                          |
| Poedicum    | Bruck an der Mur              |
| Tergolape   | Mösendorf                     |
| Virunum     | Maria Saal                    |

 Pannonia 
| Nome Latino | Nome attuale        |
| ----------- | ------------------- |
| Aquincum    | Budapest            |
| Brigetio    | Szöny               |
| Carnuntum   | Altenburg-Petronell |
| Mursa       | Osijek              |
| Poetovio    | Ptuj                |
| Scarbanzia  | Sopron              |
| Savaria     | Szombathely         |
| Sirmio      | Sremska Mitrovica   |
| Siscia      | Sisak               |
| Sopianae    | Pecs                |
| Vindobona   | Vienna              |

 Raetia 
| Nome Latino          | Nome attuale             |
| -------------------- | ------------------------ |
| Abudiacum            | Epfach                   |
| Abusina              | Eining                   |
| Ad Fines             | Pfyn                     |
| Aeni Pons            | Innsbruck                |
| Alae                 | Aalen                    |
| Arbor Felix          | Arbon                    |
| Augusta Vindelicorum | Augusta                  |
| Aquilea              | Heidenheim an der Brenz. |
| Bilitio              | Bellinzona               |
| Biriciana            | Weissenburg              |
| Bivium               | Bivio                    |
| Brigantium           | Bregenz                  |
| Cambodunum           | Kempten im Allgäu        |
| Castra Batava        | Passavia                 |
| Castra Regina        | Ratisbona                |
| Clunia               | Feldkirch e Balzers      |
| Curia                | Coira                    |
| Foetes               | Füssen                   |
| Guntia               | Günzburg                 |
| Gamundia Romana      | Schwäbisch Gmünd         |
| Lapidaria            | Andeer                   |
| Parthanum            | Partenkirchen            |
| Sorviodurum          | Straubing                |

## Province galliche

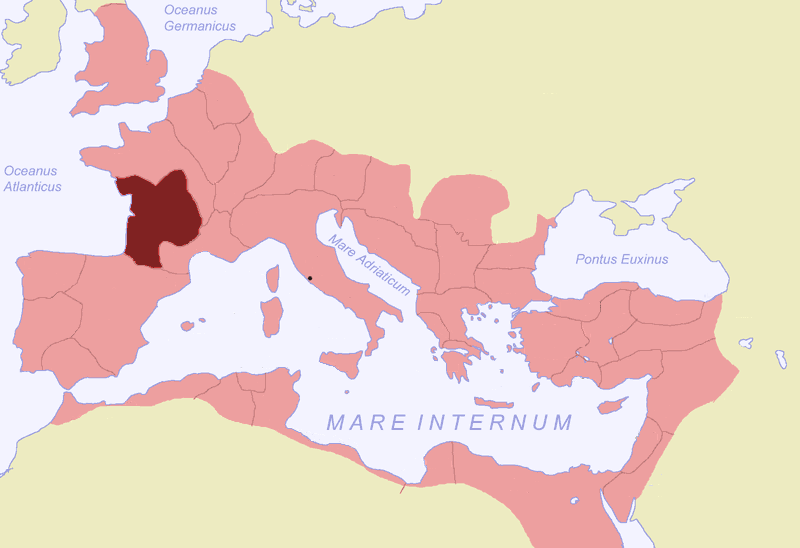
La provincia d'Aquitania

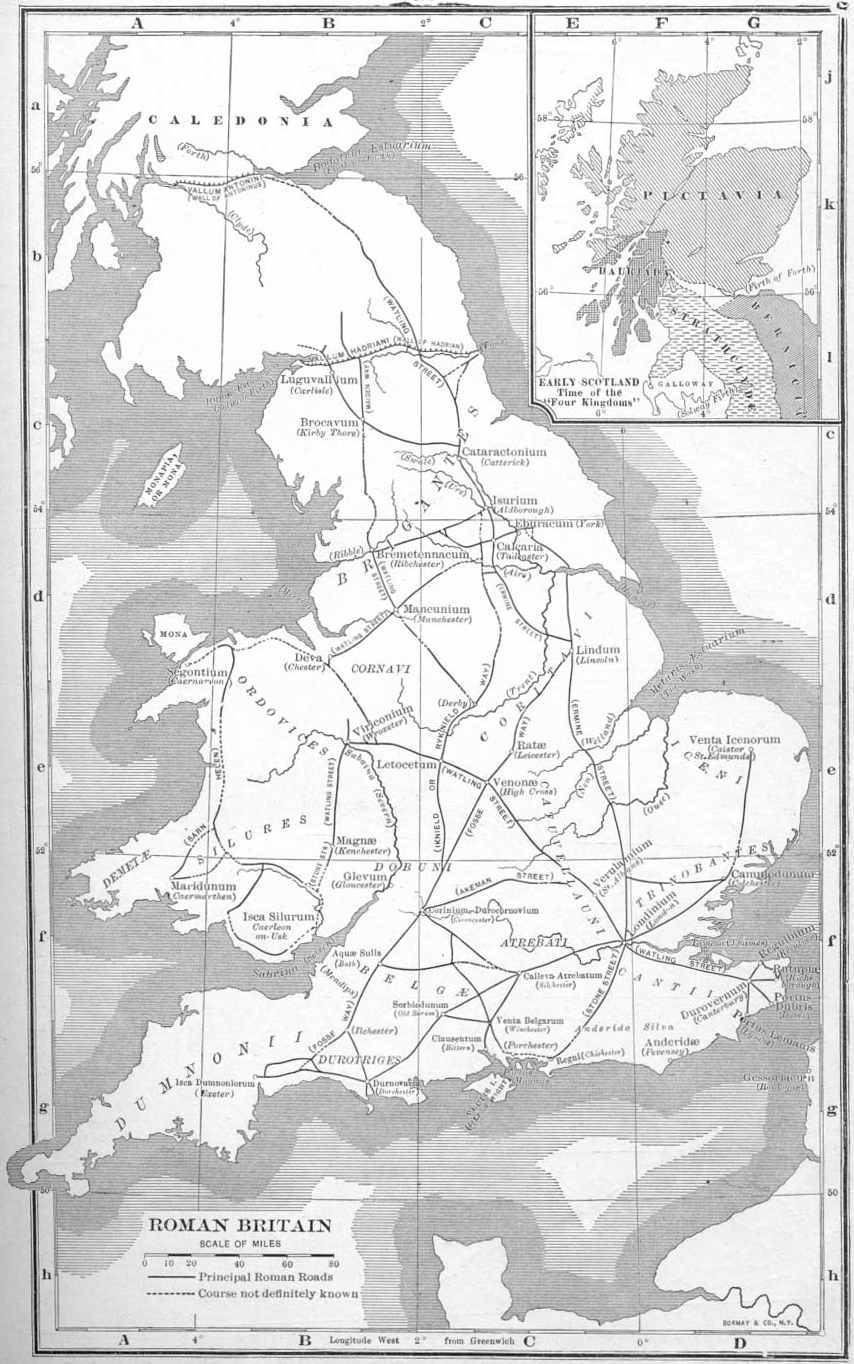
La Britannia romana.

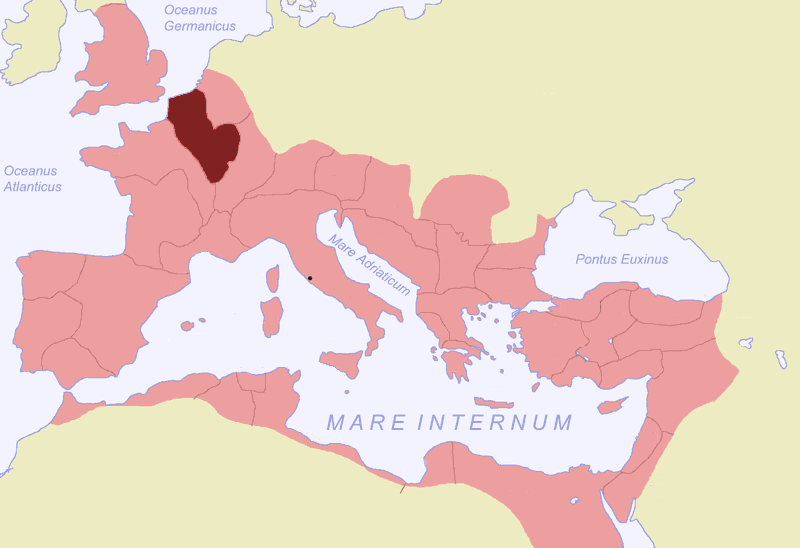
La provincia della Gallia Belgica.

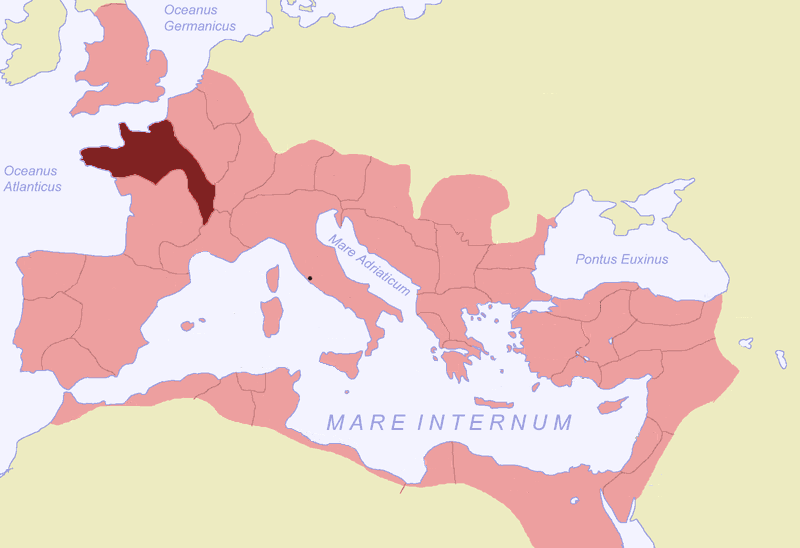
La provincia della Gallia Lugdunense.

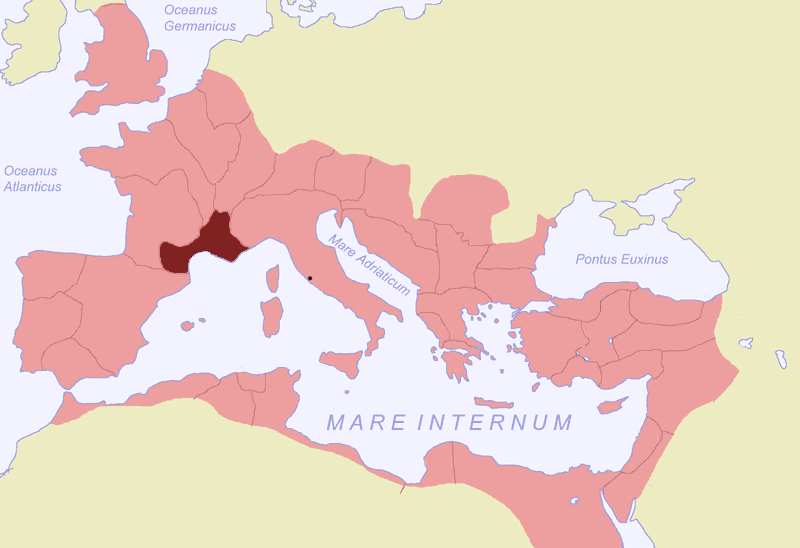
La provincia della Gallia Narbonense.

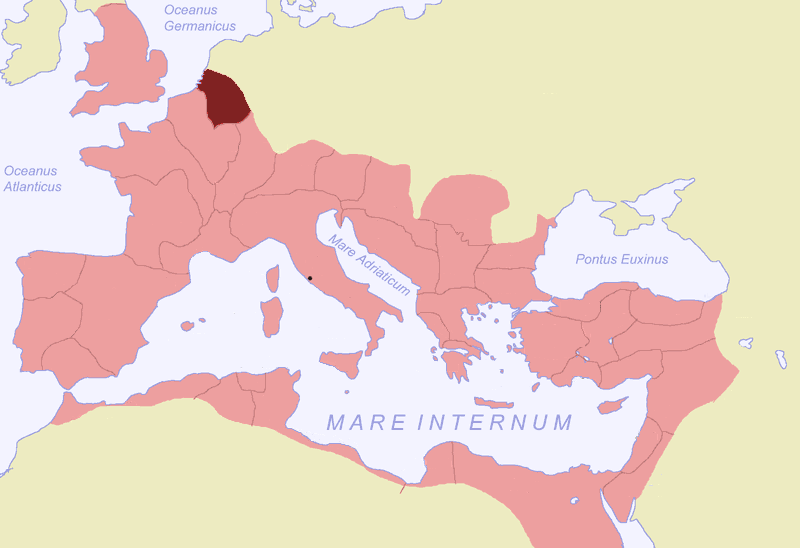
La provincia della Germania Inferiore.

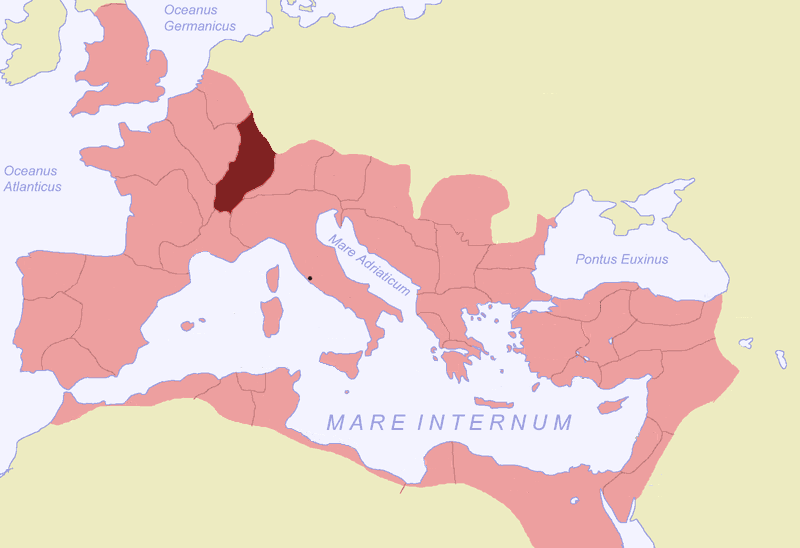
La provincia della Germania superiore.

Aquitania 
| Nome Latino            | Nome attuale     |
| ---------------------- | ---------------- |
| Aginnum                | Agen             |
| Aquæ Tarbellicæ, D'Acs | Dax              |
| Avaricum               | Bourges          |
| Augusta Auscorum       | Auch             |
| Augustonemetum         | Clermont-Ferrand |
| Augustoritum           | Limoges          |
| Burdigala              | Bordeaux         |
| Divona Cadurcorum      | Cahors           |
| Limonum                | Poitiers         |
| Mediolanum Santonum    | Saintes          |
| Vesuna                 | Périgueux        |

 Britannia 
| Nome Latino            | Nome attuale           |
| ---------------------- | ---------------------- |
| Aluana                 | Alcester               |
| Anavio                 | Brough-on-Noe          |
| Aquæ Arnemetiae        | Buxton                 |
| Aquæ Sulis             | Bath                   |
| Ardotalia              | Gamesley               |
| Caeseromagus           | Chelmsford             |
| Calcaria               | Tadcaster              |
| Calleva Atrebatum      | Silchester             |
| Camulodunum            | Colchester             |
| Cataractonium          | Catterick              |
| Clausentum             | Bitterne               |
| Condate                | Norwich                |
| Corinium Dobunnorum    | Cirencester            |
| Coria                  | Corbridge              |
| Danum                  | Doncaster              |
| Deva Victrix           | Chester                |
| Dubris                 | Dover                  |
| Durnovaria             | Dorchester             |
| Durocobrivis           | Dunstable              |
| Durocornovium          | Swindon                |
| Durolipons             | Cambridge              |
| Durolitum              | Romford                |
| Durovernum Cantiacorum | Canterbury             |
| Eburacum               | York                   |
| Garrianonum            | Burgh Castle           |
| Glevum Colonia         | Gloucester             |
| Hortonium              | Halifax                |
| Isarium                | Aldborough             |
| Isca Dumnoniorum       | Exeter                 |
| Isca Augusta           | Caerleon               |
| Lactodorum             | Towcester              |
| Lagentium              | Castleford             |
| Lindinis               | Ilchester              |
| Lindum Colonia         | Lincoln                |
| Londinium              | London (in it. Londra) |
| Luguvallium            | Carliste               |
| Malaeus                | Isola di Mull          |
| Mamucium               | Manchester             |
| Mediolanum             | Whitchurch             |
| Mona                   | Ynys Môn (Anglesey)    |
| Monaoeda               | Isola di Man           |
| Moridunum              | Carmarthen             |
| Noviomagus Reginorum   | Chichester             |
| Noviomagus Cantiacorum | Crayford               |
| Pons Aelius            | Newcastle              |
| Orcades                | Orkney                 |
| Ratae Corieltauvorum   | Leicester              |
| Regulbium              | Reculver               |
| Rutupiae               | Richborough            |
| Segontium              | Caernarfon             |
| Scetis                 | Skye                   |
| Taniatide              | Thanet                 |
| Vectis                 | Isola di Wight         |
| Venta Belgarum         | Winchester             |
| Verulamium             | St Albans              |
| Viroconium Cornoviorum | Wroxeter               |
| Vindolanda             | Chesterholme           |

 Gallia Belgica 
| Nome Latino           | Nome attuale         |
| --------------------- | -------------------- |
| Atuatuca Tungrorum    | Tongres              |
| Augusta Suessionum    | Soissons             |
| Augusta Treverorum    | Treviri              |
| Augusta Viromanduorum | San Quintino         |
| Augustomagus          | Senlis               |
| Bagacum               | Bavay                |
| Bononia               | Boulogne-sur-Mer     |
| Caesaromagus          | Beauvais             |
| Camaracum             | Cambrai              |
| Catalaunum            | Châlons-en-Champagne |
| Diuodurum             | Metz                 |
| Durocortorum          | Reims                |
| Samarobriva           | Amiens               |
| Nemetacum             | Arras                |
| Tullum                | Toul                 |
| Verdunum              | Verdun               |

 Gallia Lugdunensis 
| Nome Latino        | Nome attuale          |
| ------------------ | --------------------- |
| Andemantunnum      | Langres               |
| Augustobona        | Troyes                |
| Augustodunum       | Autun                 |
| Augustodurum       | Bayeux                |
| Cabillonum         | Chalon-sur-Saône      |
| Caesarodunum       | Tours                 |
| Cenabum Aureliani  | Orléans               |
| Condate Riedonum   | Rennes                |
| Gesocribate        | Brest                 |
| Iuliomagus         | Angers                |
| Lugdunum           | Lyon (in it. Lione)   |
| Lutetia Parisiorum | Paris (in it. Parigi) |
| Portus Namnetum    | Nantes                |
| Rotomagus          | Rouen                 |
| Segusiavorum       | Feurs                 |
| Suindinum          | Le Mans               |

 Gallia Narbonensis 
| Nome Latino   | Nome attuale    |
| ------------- | --------------- |
| Aginum        | Agen            |
| Aquae Sextiae | Aix-en-Provence |
| Arausio       | Orange          |
| Arelate       | Arles           |
| Baeterrae     | Béziers         |
| Carcaso       | Carcassonne     |
| Forum Julii   | Fréjus          |
| Gratianopolis | Grenoble        |
| Massilia      | Marsiglia       |
| Narbo Martius | Narbona         |
| Nemausus      | Nîmes           |
| Tolosa        | Tolosa          |
| Valentia      | Valence         |
| Vienna        | Vienne          |

 Germania Inferior 
| Nome Latino                | Nome attuale                                             |
| -------------------------- | -------------------------------------------------------- |
| Albaniana                  | Alphen aan den Rijn                                      |
| Atuatuca Tungrorum         | Tongeren                                                 |
| Bonna                      | Bonn                                                     |
| Castra Vetera              | Xanten                                                   |
| Colonia Agrippinensis      | Köln am Rhein (it. Colonia sul Reno, fr. e ing. Cologne) |
| Coriovallum                | Heerlen                                                  |
| Lugdunum Batavorum         | Katwijk                                                  |
| Trajectum ad Rhenum        | Utrecht                                                  |
| Ulpia Noviomagus Batavorum | Nimega                                                   |

 Germania Superior 
| Nome Latino                      | Nome attuale         |
| -------------------------------- | -------------------- |
| Alisinensium                     | Wimpfen              |
| Arae Flaviae                     | Rottweil             |
| Argentoratae e poi Strate Burgum | Strasburgo           |
| Aquae                            | Baden-Baden          |
| Auderiensium                     | Dieburg              |
| Aquae Mattiacae                  | Wiesbaden            |
| Augusta Raurica                  | Augst                |
| Borbetomagus                     | Worms                |
| Lopodunum                        | Ladenburg            |
| Mogontiacum                      | Magonza              |
| Noviomagus                       | Spira                |
| Nida                             | Francoforte sul Meno |
| Sumelocenna                      | Rottenburg am Neckar |
| Vesontio                         | Besançon             |
| Vindonissa                       | Windisch             |

## Province iberiche

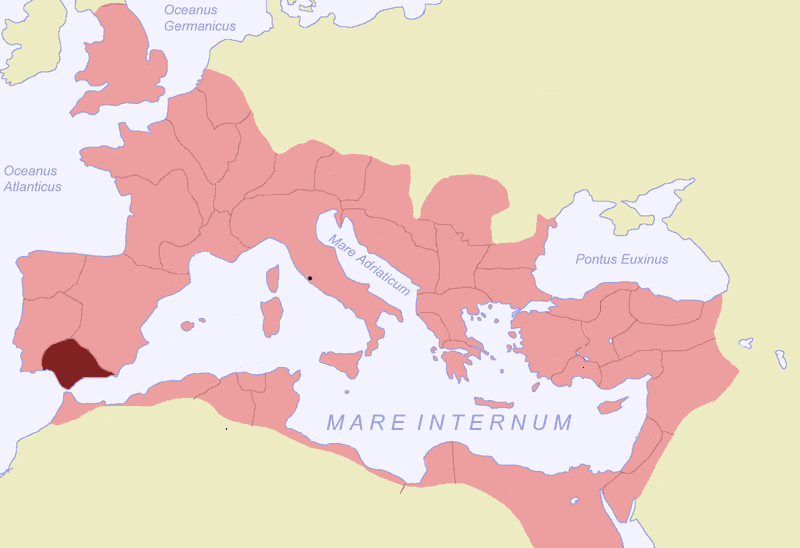
La provincia romana della Betica.

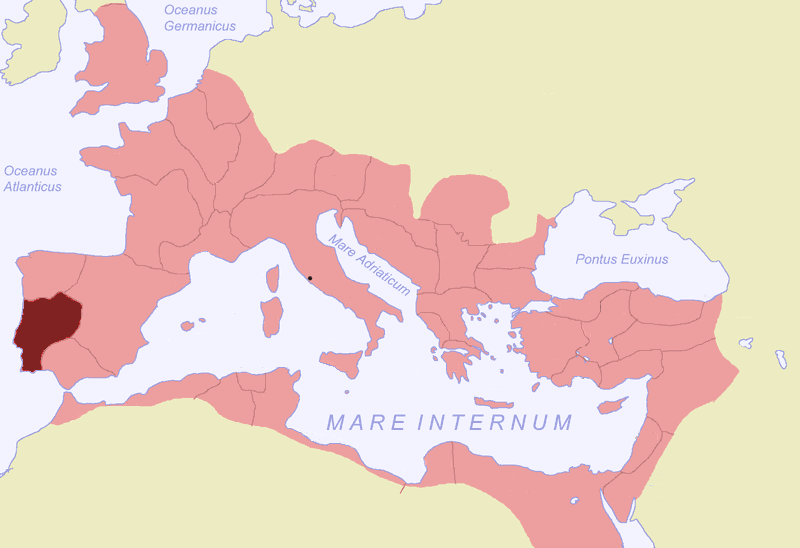
La provincia romana della Lusitania.

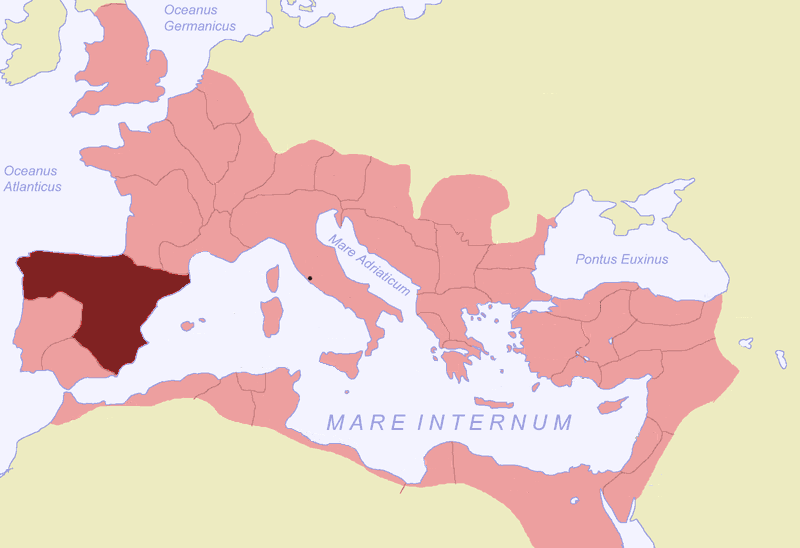
La provincia romana di Tarraconense.

Baetica 
| Nome Latino | Nome attuale |
| ----------- | ------------ |
| Astigi      | Écija        |
| Corduba     | Cordova      |
| Gades       | Cadice       |
| Hispalis    | Siviglia     |
| Italica     | Santiponce   |

 Lusitania 
| Nome Latino             | Nome attuale                   |
| ----------------------- | ------------------------------ |
| Aeminium                | Coimbra                        |
| Aquae Flaviae           | Chaves                         |
| Augustobriga            | Talavera la Vieja              |
| Caesarobriga            | Talavera de la Reina           |
| Conimbriga              | Condeixa-a-Velha (cf. Coimbra) |
| Ebora Liberalitas Julia | Évora                          |
| Emerita Augusta         | Mérida                         |
| Lucus Augusta           | Lugo                           |
| Norba Caesarina         | Cáceres                        |
| Metelinum               | Medellin                       |
| Olisipo                 | Lisbona                        |
| Pax Julia               | Beja                           |
| Portus Cale             | Oporto                         |
| Salamantica             | Salamanca                      |
| Scallabis               | Santarém                       |
| Vipasca                 | Aljustrel                      |

 Tarraconensis 
| Nome Latino      | Nome attuale    |
| ---------------- | --------------- |
| Asturica Augusta | Astorga         |
| Baetulo          | Badalona        |
| Barcino          | Barcellona      |
| Bracara Augusta  | Braga           |
| Bilbilis         | Calatayud       |
| Brigantium       | La Coruña       |
| Caesaraugusta    | Saragozza       |
| Carthago Nova    | Cartagena       |
| Emporiae         | Ampurias        |
| Flaviobriga      | Castro-Urdiales |
| Iliberris        | Granada         |
| Legio            | León            |
| Osca             | Huesca          |
| Pompaelo         | Pamplona        |
| Segovia          | Segovia         |
| Tarraco          | Tarragona       |
| Toletum          | Toledo          |
| Valentia         | Valencia        |

## Province e regioni italiche (italiane)

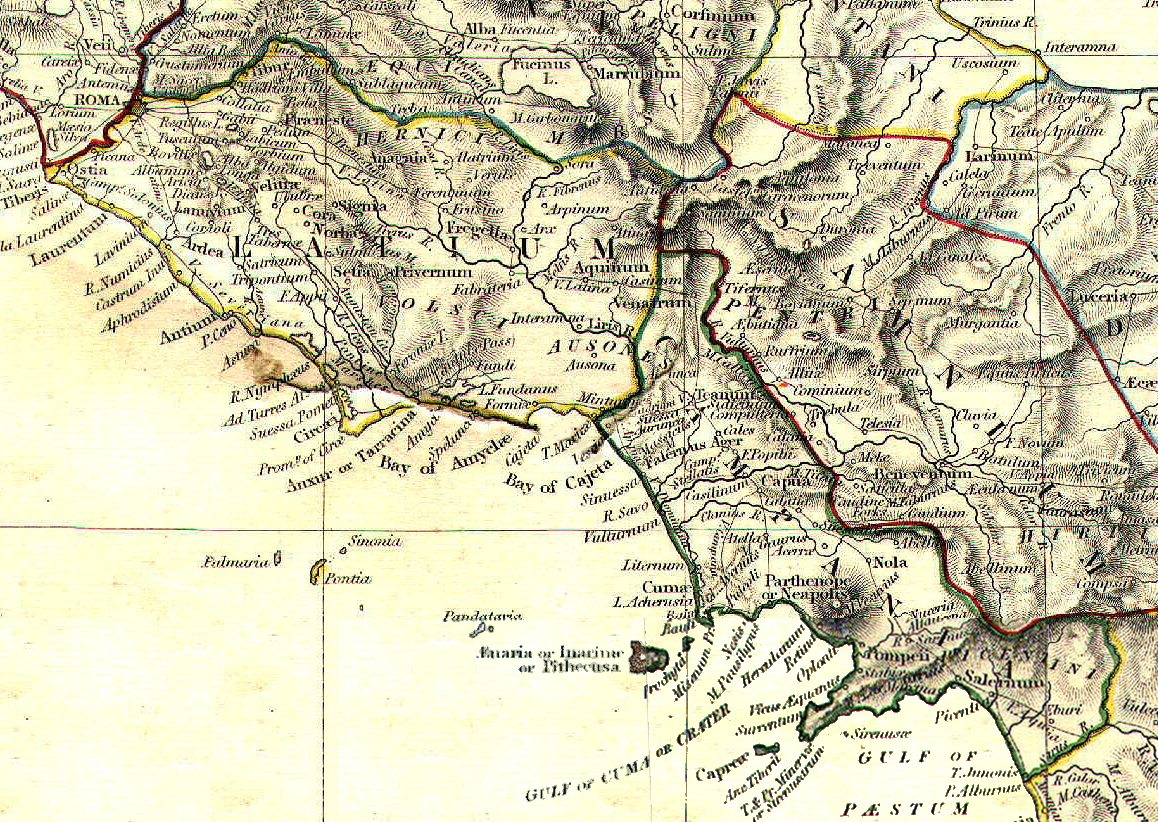
La regione, corrispondente a gran parte delle attuali Lazio e Campania.

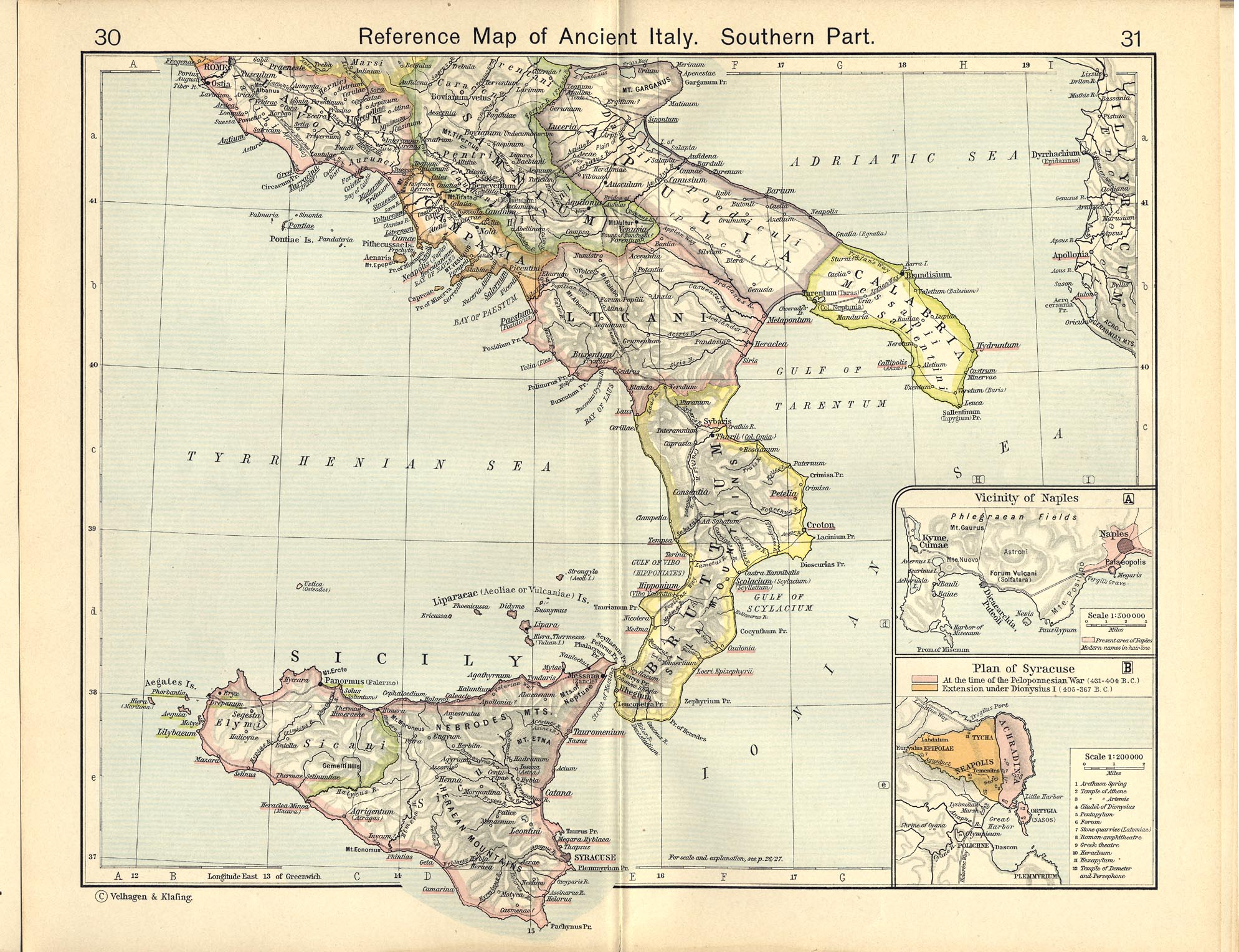
Collocazione della regione nell'Italia augustea.

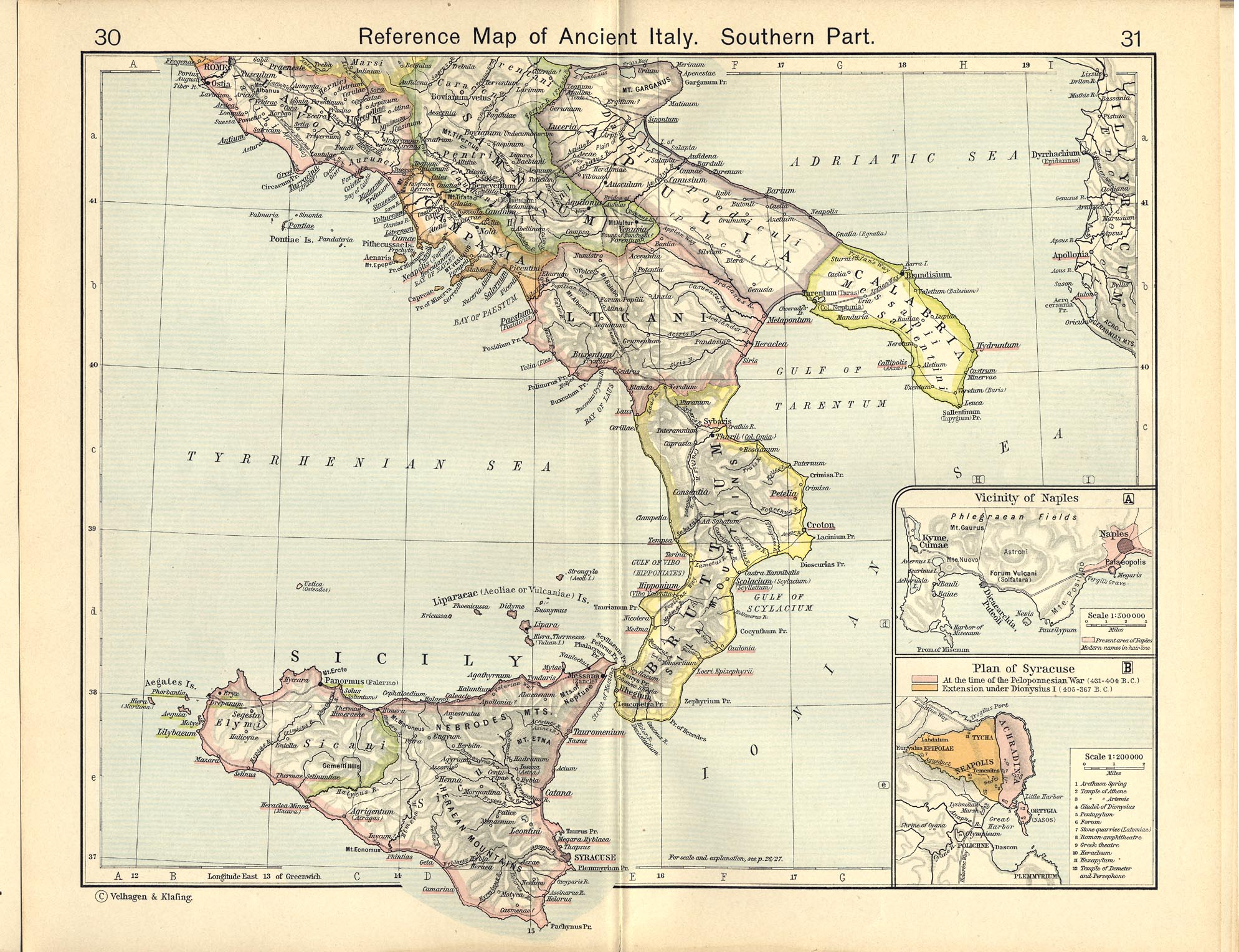
Collocazione della regione nell'Italia augustea.

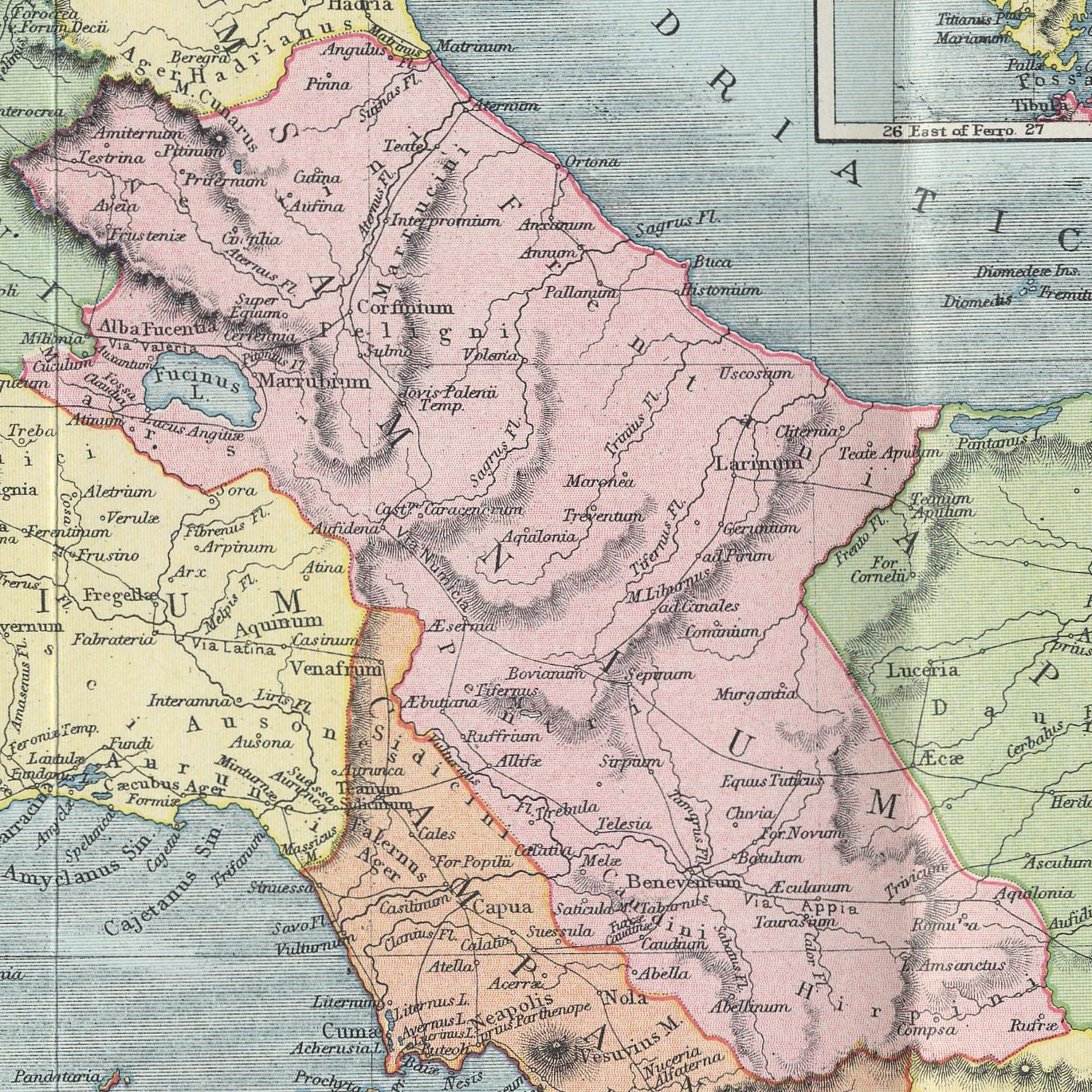
Collocazione della regione nell'Italia augustea.

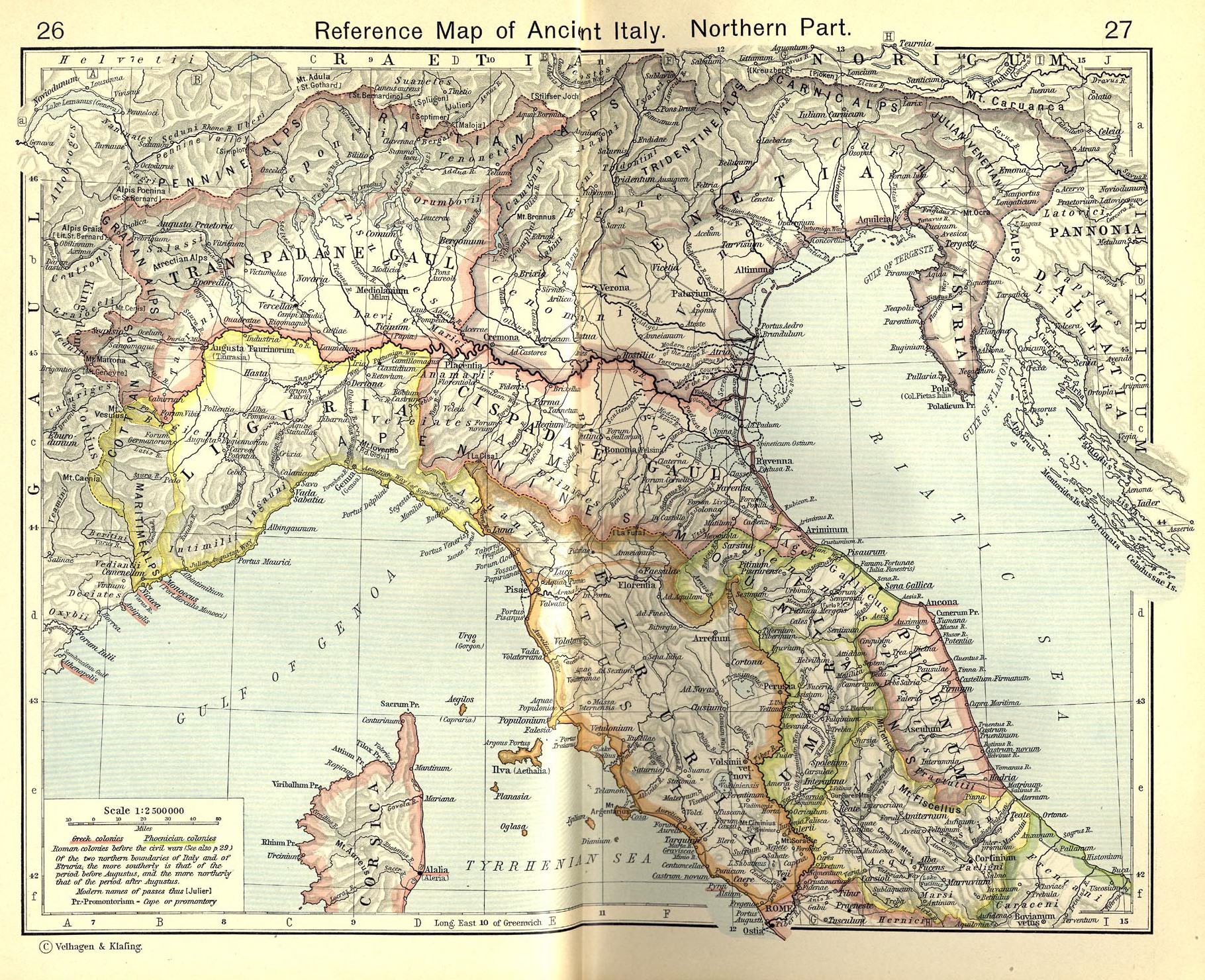
Collocazione della regione nell'Italia augustea.

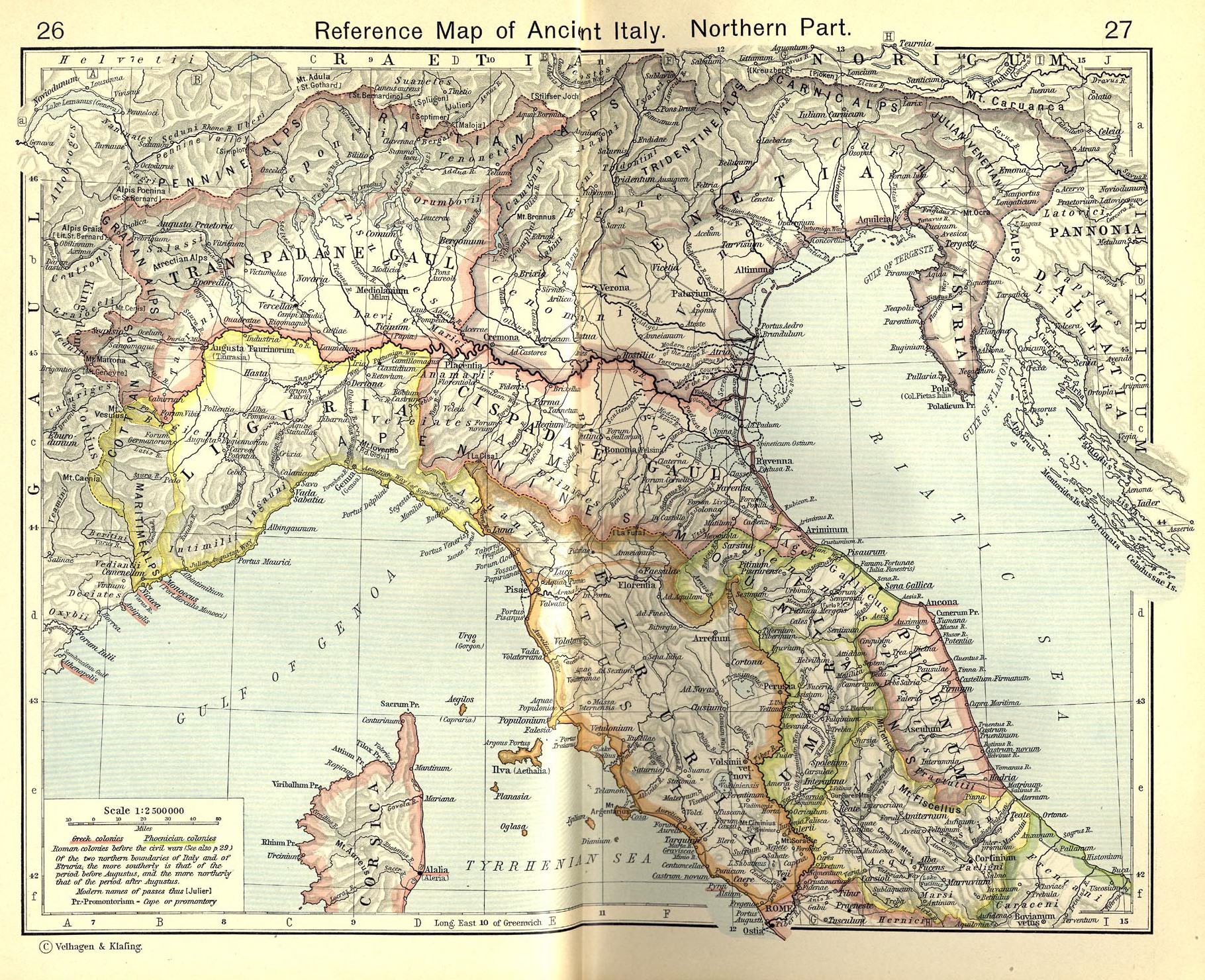
Collocazione della regione nell'Italia augustea.

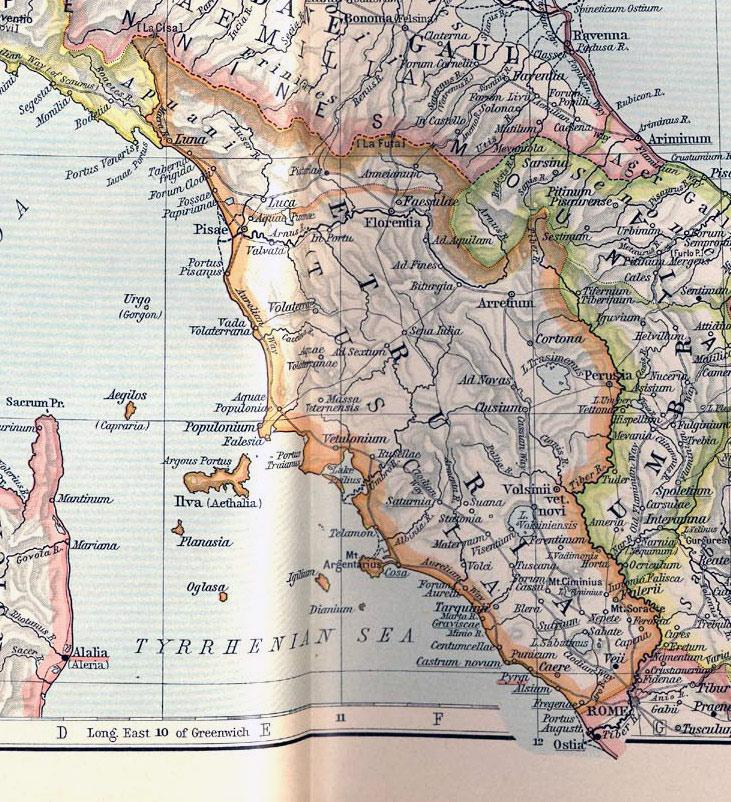
Mappa della regione.

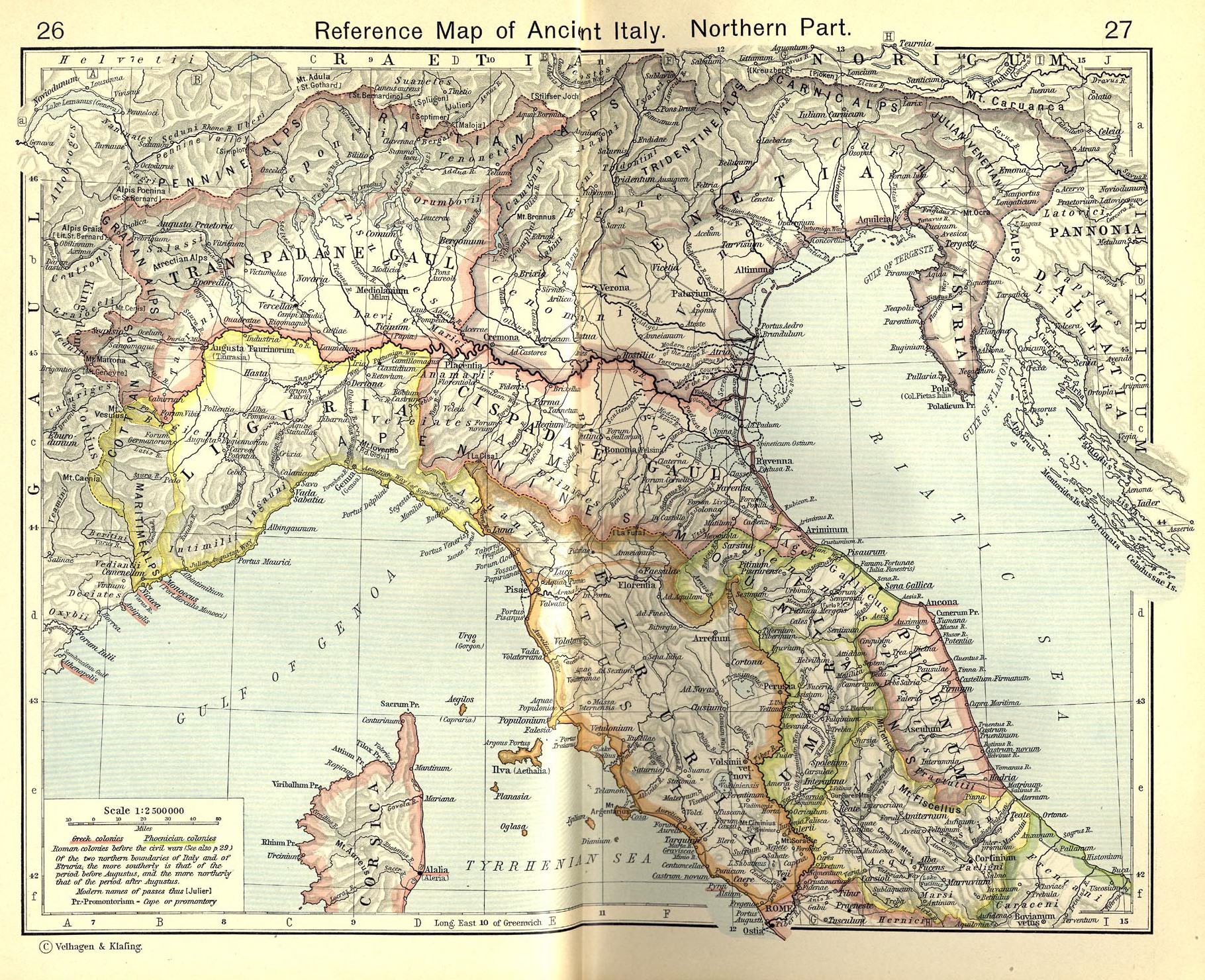
Collocazione della regione nell'Italia augustea.

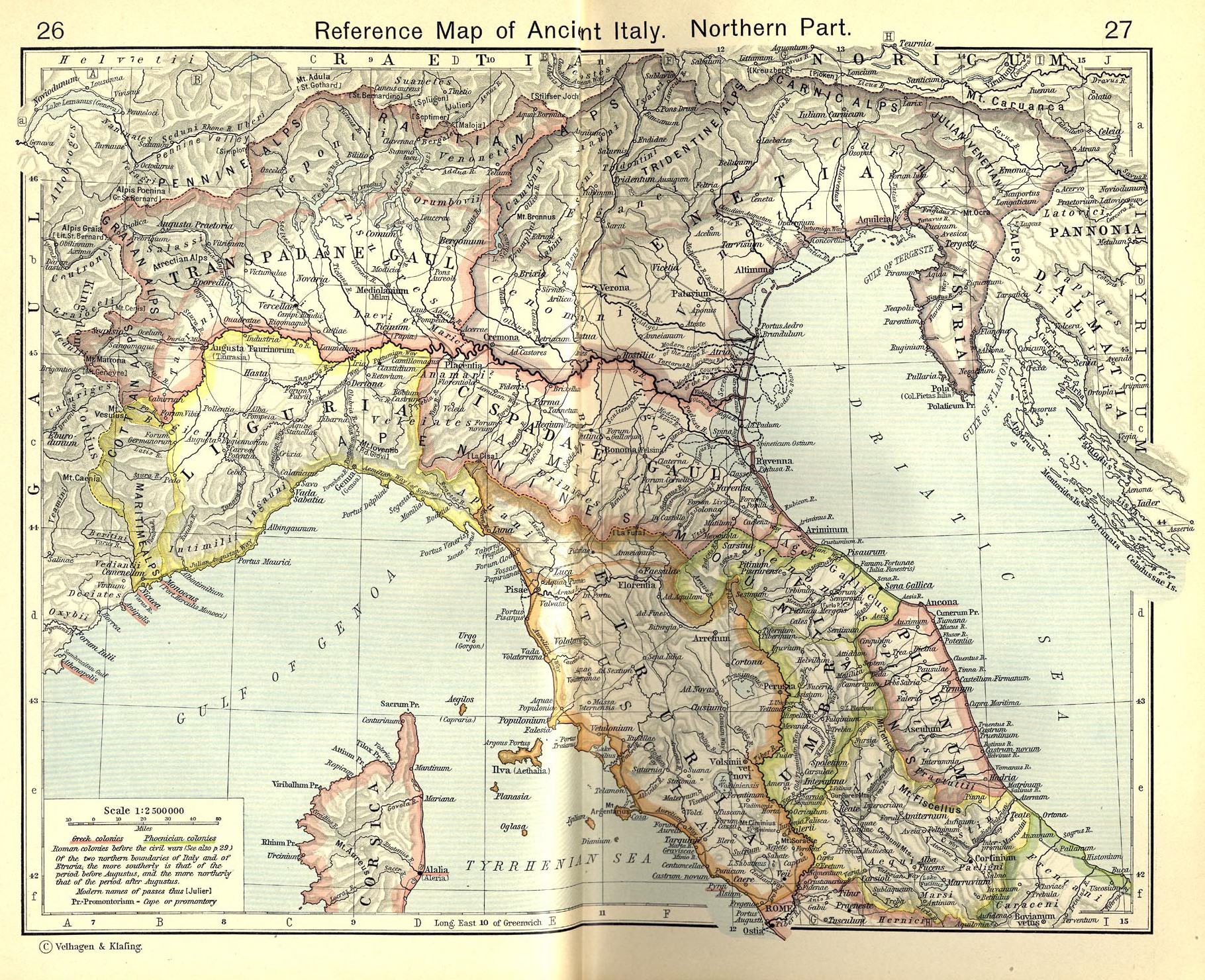
Collocazione della regione nell'Italia augustea.

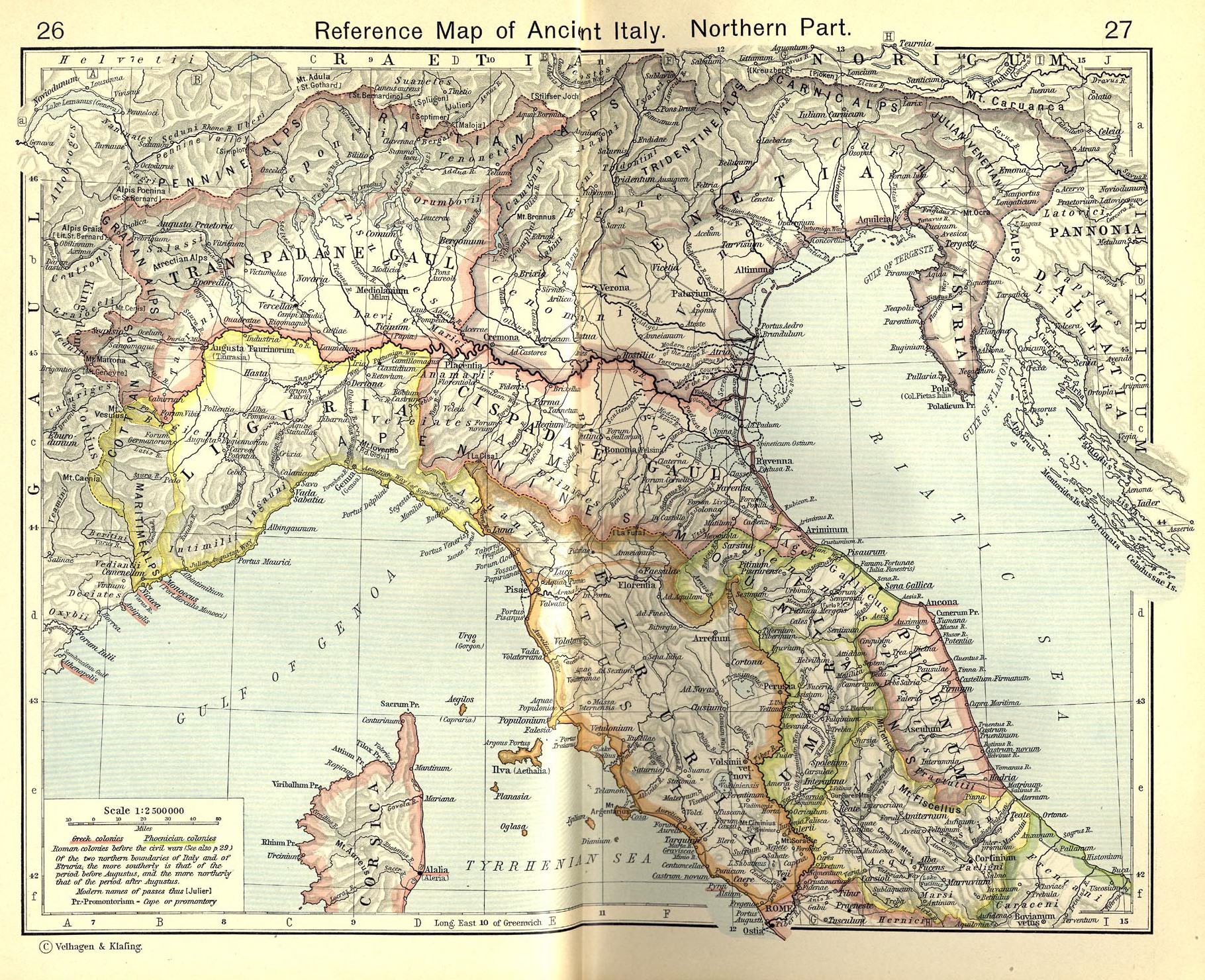
Collocazione della regione nell'Italia augustea.

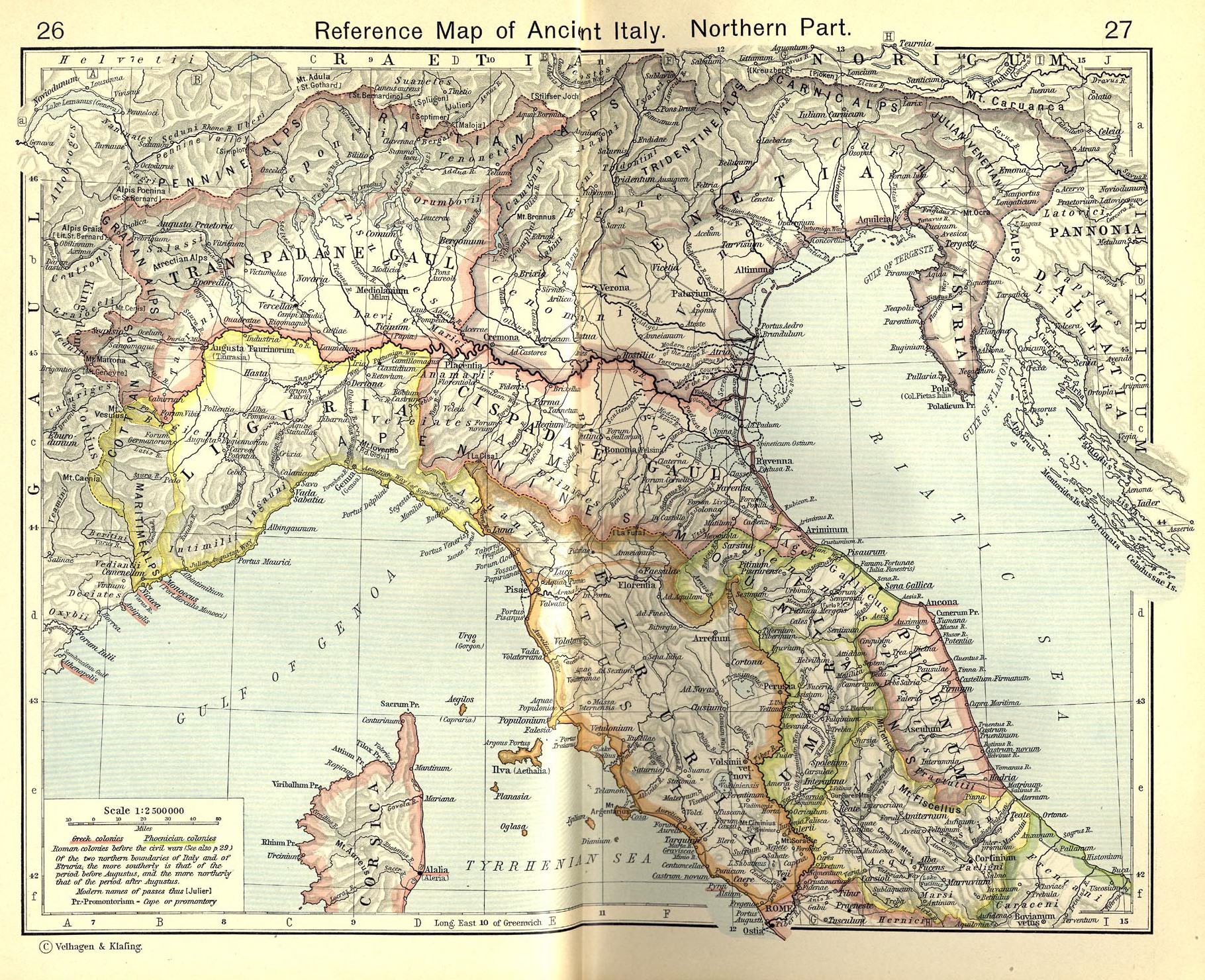
Collocazione della regione nell'Italia augustea.

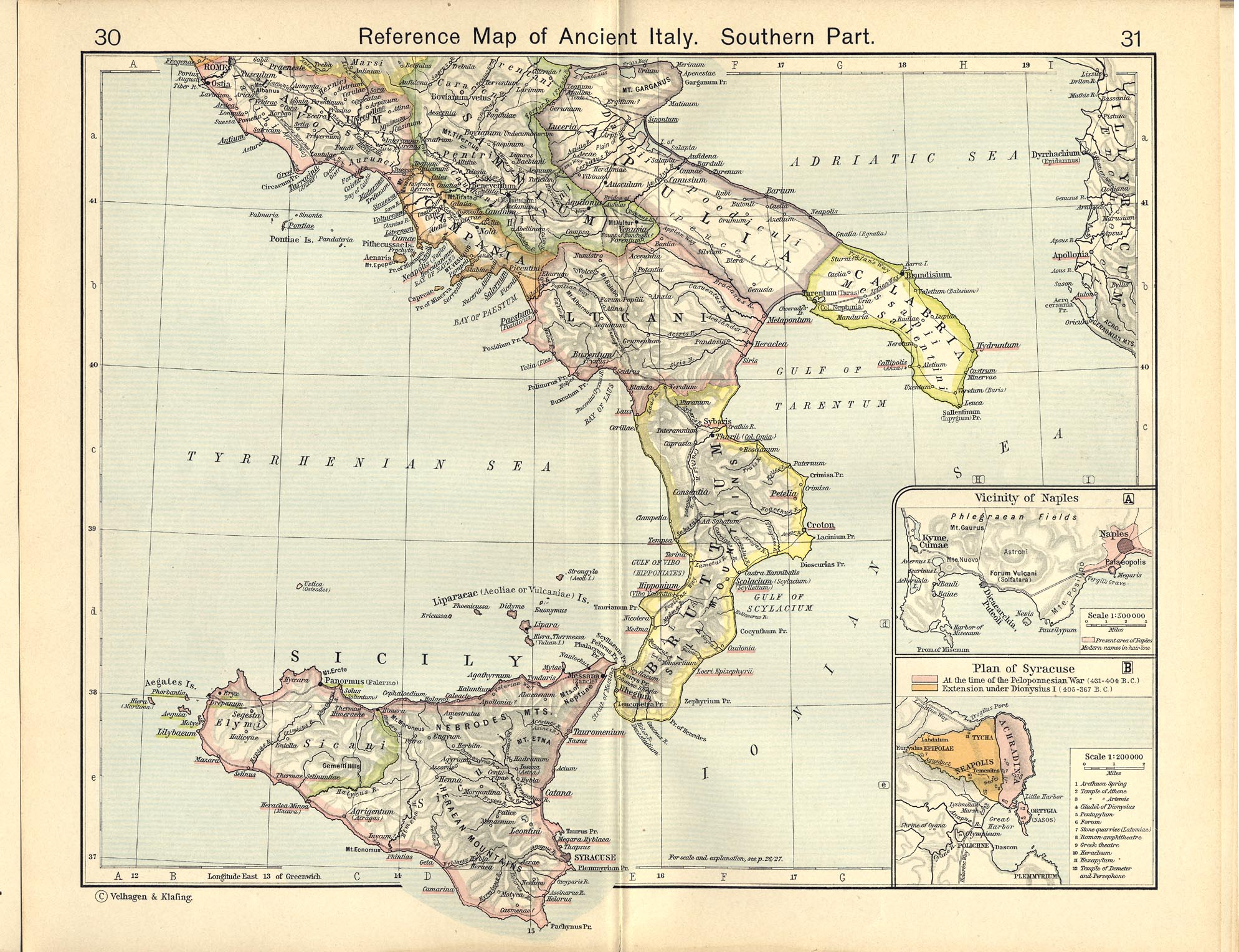
Collocazione della regione nell'Italia augustea.

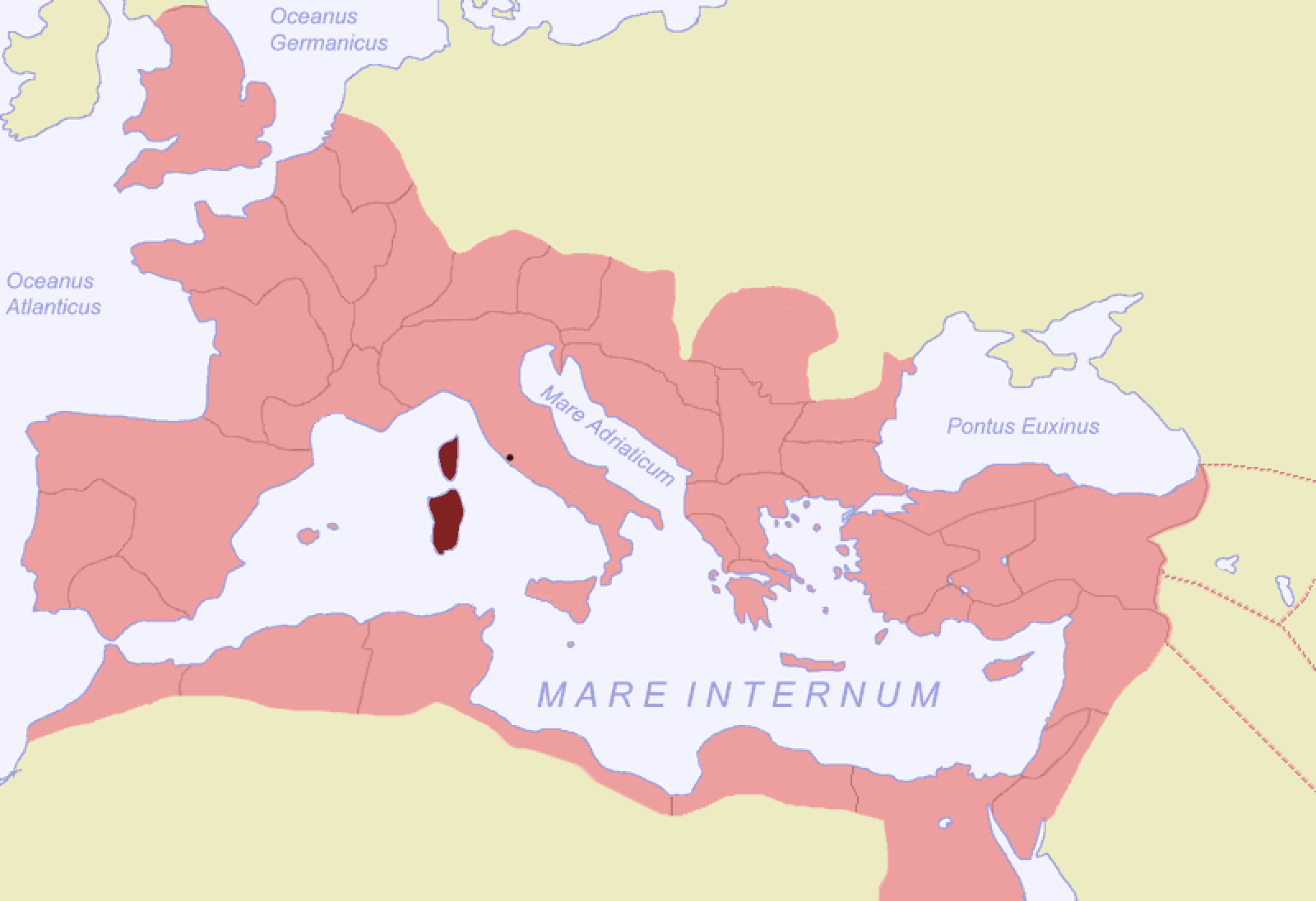
La provincia di Sardinia et Corsica.

Alpes Cottiae 
| Nome Latino   | Nome attuale    |
| ------------- | --------------- |
| Ad Duodecimum | San Didero      |
| Cesao         | Cesana Torinese |
| Ocelo         | Oulx            |
| Excingomagus  | Exilles         |
| Segusium      | Susa            |

 Alpes Graiae et Poeninae 
| Nome Latino | Nome attuale |
| ----------- | ------------ |
| Axima       | Aîme         |
| Darantasia  | Moûtiers     |
| Drusomagus  | Sierre       |
| Octodurus   | Martigny     |

 Alpes Maritimae 
| Nome Latino             | Nome attuale            |
| ----------------------- | ----------------------- |
| Brigantium              | Briançon                |
| Brigomagus              | Briançonnet             |
| Cemenelum               | Cimiez (in it. Cimella) |
| Civitas Ebrodunensium   | Embrun                  |
| Nicaea                  | Nizza                   |
| Portus Herculis Monaeci | Monaco                  |
| Salinae                 | Castellane              |
| Sanitium                | Senez                   |
| Vintium                 | Vence                   |
| Pedona                  | Borgo San Dalmazzo      |

 Regio I Latium et Campania 
| Nome Latino        | Nome attuale                              |
| ------------------ | ----------------------------------------- |
| Abella             | Avella                                    |
| Abellinum          | Atripalda, presso Avellino                |
| Acerrae            | Acerra                                    |
| ad Quartum Milium  | Quarto                                    |
| Aenaria Insula     | Ischia                                    |
| Aequana            | Vico Equense                              |
| Alatrium           | Alatri                                    |
| Alba Longa         | scomparsa                                 |
| Allifae            | Alife                                     |
| Amunclae           | scomparsa (Fondi?)                        |
| Anagnia            | Anagni                                    |
| Antium             | le attuali Anzio e Nettuno                |
| Aquinum            | Aquino                                    |
| Ardea              | Ardea                                     |
| Aricia             | Ariccia                                   |
| Arpinum            | Arpino                                    |
| Atella             | Orta di Atella                            |
| Atina              | Atina                                     |
| Bauli              | Bacoli                                    |
| Baiae              | Baia                                      |
| Bovillae           | Marino, località Frattocchie              |
| Caiatia            | Caiazzo                                   |
| Calatia            | Maddaloni                                 |
| Cales              | Calvi Risorta                             |
| Capreae Insula     | Capri                                     |
| Capua              | Santa Maria Capua Vetere                  |
| Casilinum          | Capua                                     |
| Casinum            | Cassino                                   |
| Circei             | presso San Felice Circeo                  |
| Cominium           | scomparsa                                 |
| Cubulteria         | Alvignano                                 |
| Cumae (Kyme)       | Cuma                                      |
| Eburum             | Eboli                                     |
| Fabrateria         | Ceccano                                   |
| Formiae            | Formia                                    |
| Forum Appii        | Borgo Faiti                               |
| Forum Claudi       | Carinola, località Ventaroli              |
| Forum Popilii      | Carinola, località Civitarotta            |
| Fregellae          | Ceprano                                   |
| Frusino            | Frosinone                                 |
| Herculaneum        | Ercolano                                  |
| Gabii              | scomparsa                                 |
| Interamna Lirenas  | Pignataro Interamna                       |
| Labicum            | Colonna                                   |
| Lanuvium           | Lanuvio                                   |
| Lavinium           | Pratica di Mare (Pomezia)                 |
| Liternum           | Lago Patria                               |
| Lucus Feroniae     | Fiano Romano                              |
| Marcina            | Vietri sul Mare                           |
| Minturnae          | Minturno                                  |
| Misenum            | Miseno                                    |
| Neapolis           | Napoli                                    |
| Nola (Hyria)       | Nola                                      |
| Nomentum           | Mentana                                   |
| Norba              | Norma                                     |
| Nuceria Alfaterna  | Nocera                                    |
| Oplontis           | Torre Annunziata                          |
| Ostia              | Ostia Antica                              |
| Pedum              | Gallicano nel Lazio                       |
| Picentia           | Pontecagnano                              |
| Pirae              | Scauri                                    |
| Pompeii            | Pompei                                    |
| Praeneste          | Palestrina                                |
| Privernum          | Priverno                                  |
| Roma               | Roma                                      |
| Puteoli            | Pozzuoli                                  |
| Reginna Maior      | Maiori                                    |
| Reginna Minor      | Minori                                    |
| Rufrae             | Presenzano                                |
| Salernum           | Salerno                                   |
| Saticula           | Sant'Agata dei Goti                       |
| Satricum           | Le Ferriere                               |
| Setia              | Sezze                                     |
| Signa              | Segni                                     |
| Sinuessa           | Mondragone                                |
| Sora               | Sora                                      |
| Stabiae            | Castellammare di Stabia                   |
| Suessa             | Sessa Aurunca                             |
| Suessa Pometia     | Pomezia                                   |
| Suessula           | San Felice a Cancello                     |
| Surrentum (Irnthi) | Sorrento                                  |
| Tarracina (Anxur)  | Terracina                                 |
| Teanum Sidicinum   | Teano                                     |
| Telesia            | Tra San Salvatore Telesino e Telese Terme |
| Tibur              | Tivoli                                    |
| Trebula            | Pontelatone, località Treglia             |
| Tres Tabernae      | Cisterna di Latina                        |
| Tusculum           | Frascati                                  |
| Velitrae           | Velletri                                  |
| Venafrum           | Venafro                                   |
| Verulae            | Veroli                                    |
| Volturnum          | Castel Volturno                           |

 Regio II Apulia et Calabria 
| Nome Latino    | Nome attuale         |
| -------------- | -------------------- |
| Aecae          | Troia                |
| Aeculanum      | Mirabella Eclano     |
| Aequum Tuticum | Ariano Irpino        |
| Aquilonia      | Lacedonia            |
| Ausculum       | Ascoli Satriano      |
| Barium         | Bari                 |
| Beneventum     | Benevento            |
| Brundisium     | Brindisi             |
| Callipolis     | Gallipoli            |
| Canusium       | Canosa di Puglia     |
| Caudium        | Montesarchio         |
| Compsa         | Conza della Campania |
| Ergitium       | San Severo           |
| Herdoniae      | Ordona               |
| Hydruntum      | Otranto              |
| Luceriae       | Lucera               |
| Lupiae         | Lecce                |
| Matinum        | Mattinata            |
| Sipontum       | Siponto              |
| Tarentum       | Taranto              |
| Uria (Hyria)   | Oria                 |
| Vibinum        | Bovino               |

 Regio III Lucania et Bruttii 
| Nome Latino                  | Nome attuale             |
| ---------------------------- | ------------------------ |
| Atina                        | Atena Lucana             |
| Consilinum                   | Padula, località Civita  |
| Consentia                    | Cosenza                  |
| Croton                       | Crotone                  |
| Grumentum                    | Grumento Nova            |
| Marcellana                   | Sala Consilina           |
| Paestum (Paistom/Poseidonia) | Paestum                  |
| Potentia                     | Potenza                  |
| Rhegium                      | Reggio Calabria          |
| Scolacium (Skylletion)       | Squillace                |
| Taurianum                    | Palmi, località Taureana |
| Tegianum                     | Teggiano                 |
| Velia (Elea/Hyele)           | Ascea                    |
| Volcei                       | Buccino                  |
| Vibo Valentia (Hipponion)    | Vibo Valentia            |

 Regio IV Samnium 
| Nome Latino           | Nome attuale             |
| --------------------- | ------------------------ |
| Aesernia              | Isernia                  |
| Alba Fucens           | Massa d'Albe             |
| Amiternum             | San Vittorino (L'Aquila) |
| Anxanum               | Lanciano                 |
| Apex                  | Apice                    |
| Aufidena              | Alfedena                 |
| Beneventum            | Benevento                |
| Bovianum              | Boviano                  |
| Cluviae               | Casoli                   |
| Corfinium             | Corfinio                 |
| Fidenae               | Fidene                   |
| Interamnia Capitanata | Termoli                  |
| Juvanum               | Montenerodomo            |
| Histonium             | Vasto                    |
| Marruvium             | San Benedetto dei Marsi  |
| Nomentum              | Mentana                  |
| Nursia                | Norcia                   |
| Peltuinum             | Prata d'Ansidonia        |
| Ortona                | Ortona                   |
| Ostia Aterni          | Pescara                  |
| Reate                 | Rieti                    |
| Sublaqueum            | Subiaco                  |
| Sulmo                 | Sulmona                  |
| Superaequum           | Castelvecchio Subequo    |
| Teate                 | Chieti                   |
| Telesia               | Telese Terme             |
| Tibur                 | Tivoli                   |

 Regio V Picenum 
| Nome Latino          | Nome attuale        |
| -------------------- | ------------------- |
| Ancona               | Ancona              |
| Asculum Picenum      | Ascoli Piceno       |
| Auximum              | Osimo               |
| Cingulum             | Cingoli             |
| Cluana               | Portocivitanova     |
| Firmum               | Fermo               |
| Hadria               | Atri                |
| Helvia Recina        | Macerata-Recanati   |
| Interamnia Praetutia | Teramo              |
| Numana               | Numana              |
| Septempeda           | San Severino Marche |
| Tolentinum           | Tolentino           |
| Trea                 | Treia               |
| Urbs Salvia          | Urbisaglia          |

 Regio VI Umbria 
| Nome Latino         | Nome attuale         |
| ------------------- | -------------------- |
| Aesis               | Jesi                 |
| Ameria              | Amelia               |
| Asisium             | Assisi               |
| Camerinum           | Camerino             |
| Carsulae            | Carsulae             |
| Fanum Fortunae      | Fano                 |
| Forum Sempronii     | Fossombrone          |
| Fulginium           | Foligno              |
| Hispellum           | Spello               |
| Iguvium             | Gubbio               |
| Interamnia Nahars   | Terni                |
| Matelica            | Matelica             |
| Mevania             | Bevagna              |
| Narnia Nahars       | Narni                |
| Nuceria Camellaria  | Nocera Umbra         |
| Ocriculum           | Otricoli             |
| Pisaurum            | Pesaro               |
| Pitinum Mergens     | Acqualagna           |
| Pitinum Pisaurense  | Macerata Feltria     |
| Prolaqueum          | Pioraco              |
| Sarsina             | Sarsina              |
| Sena Gallica        | Senigallia           |
| Sestinum            | Sestino              |
| Spoletum            | Spoleto              |
| Suasa               | Castelleone di Suasa |
| Tadinum             | Gualdo Tadino        |
| Tifernum Metaurense | Sant'Angelo in Vado  |
| Tifernum Tiberinum  | Città di Castello    |
| Tuder               | Todi                 |
| Urvinum Hortense    | Collemancio          |
| Urvinum Metaurense  | Urbino               |
| Vettona             | Bettona              |

 Regio VII Etruria 
| Nome Latino | Nome attuale |
| ----------- | ------------ |
| Arretium    | Arezzo       |
| Caer        | Cerveteri    |
| Clusium     | Chiusi       |
| Faesulae    | Fiesole      |
| Florentia   | Firenze      |
| Fregenae    | Fregene      |
| Ilva Insula | Isola d'Elba |
| Luca        | Lucca        |
| Perusia     | Perugia      |
| Pisae       | Pisa         |
| Pistoriae   | Pistoia      |
| Saena       | Siena        |
| Tarquinii   | Tarquinia    |
| Volaterrae  | Volterra     |
| Volsinii    | Bolsena      |

 Regio VIII Aemilia 
| Nome Latino   | Nome attuale       |
| ------------- | ------------------ |
| Ariminum      | Rimini             |
| Bononia       | Bologna            |
| Caesena       | Cesena             |
| Faventia      | Faenza             |
| Fidentia      | Fidenza            |
| Forum Livii   | Forlì              |
| Mutina        | Modena             |
| Parma         | Parma              |
| Placentia     | Piacenza           |
| Ravenna       | Ravenna            |
| Regium Lepidi | Reggio nell'Emilia |

 Regio IX Liguria 
| Nome Latino   | Nome attuale |
| ------------- | ------------ |
| Albingaunum   | Albenga      |
| Albintimilium | Ventimiglia  |
| Bobium        | Bobbio       |
| Dertona       | Tortona      |
| Genua         | Genova       |
| Hasta         | Asti         |
| Luna          | Luni         |
| Nicaea        | Nizza        |
| Savo          | Savona       |

 Regio X Venetia et Histria 
| Nome Latino                | Nome attuale         |
| -------------------------- | -------------------- |
| Acelum                     | Asolo                |
| Acerrae                    | Pizzighettone        |
| Atria                      | Adria                |
| Altinum                    | scomparsa            |
| Aquileia                   | Aquileia             |
| Ateste                     | Este                 |
| Bauzanum                   | Bolzano              |
| Bellunum                   | Belluno              |
| Brixia                     | Brescia              |
| Ceneta                     | Ceneda               |
| Clodia                     | Chioggia             |
| Cremona                    | Cremona              |
| Eraclea                    | Eraclea              |
| Equilium                   | Jesolo               |
| Feltria                    | Feltre               |
| Forum Iulii                | Cividale del Friuli  |
| Iulium Carnicum            | Zuglio               |
| Julia Concordia Sagittaria | Concordia Sagittaria |
| Mantua                     | Mantova              |
| Minervium                  | Manerbio             |
| Opitergium                 | Oderzo               |
| Parentium                  | Parenzo              |
| Patavium                   | Padova               |
| Pola                       | Pola                 |
| Pons Drusi                 | Bolzano              |
| Pontis Vicus               | Pontevico            |
| Portus Naonis              | Pordenone            |
| Tarvisium                  | Treviso              |
| Terentianus                | Trenzano             |
| Tergeste                   | Trieste              |
| Tridentum                  | Trento               |
| Utinum                     | Udine                |
| Verona                     | Verona               |
| Vicentia                   | Vicenza              |

 Regio XI Transpadana 
| Nome Latino                | Nome attuale          |
| -------------------------- | --------------------- |
| Aquae Bormiae              | Bormio                |
| Aquae Statelliae           | Acqui Terme           |
| Ardicium/Arsitium          | Busto Arsizio         |
| Argentia                   | Gorgonzola            |
| Augusta Praetoria          | Aosta                 |
| Augusta Taurinorum         | Torino                |
| Bergomum                   | Bergamo               |
| Bilitio                    | Bellinzona            |
| Cassium                    | Cassano d'Adda        |
| Ciavenna                   | Chiavenna             |
| Civitas Camunnorum         | Cividate Camuno       |
| Cixinusculum               | Cernusco sul Naviglio |
| Cixate                     | Cesate                |
| Colonia super Lambrum      | Cologno Monzese       |
| Novum Comum                | Como                  |
| Cothoneum                  | Codogno               |
| Augusta Eporedia           | Ivrea                 |
| Hasta                      | Asti                  |
| Iria/Forum Iulii Iriensium | Voghera               |
| Laumellum                  | Lomello               |
| Laus Pompeia               | Lodi Vecchio          |
| Ledegnanum/Licinianum      | Legnano               |
| Leucerae                   | Lecco                 |
| Mediolanum                 | Milano                |
| Melpum/Melphum             | Melzo                 |
| Modicia                    | Monza                 |
| Novaria                    | Novara                |
| Oscela                     | Domodossola           |
| Pollentia                  | Pollenzo              |
| Pons Aureoli               | Canonica d'Adda       |
| Telium                     | Teglio                |
| Ticinum                    | Pavia                 |
| Valentia                   | Valenza               |
| Varisium                   | Varese                |
| Vercellae                  | Vercelli              |
| Vicus Mercati              | Vimercate             |

 Sicilia 
| Nome Latino  | Nome attuale |
| ------------ | ------------ |
| Agrigentum   | Agrigento    |
| Catana       | Catania      |
| Cephaloedium | Cefalù       |
| Drepanum     | Trapani      |
| Henna        | Enna         |
| Lilybaeum    | Marsala      |
| Messana      | Messina      |
| Mylae        | Milazzo      |
| Neetum       | Noto         |
| Panormus     | Palermo      |
| Selinus      | Selinunte    |
| Syracusae    | Siracusa     |
| Tauromenium  | Taormina     |

 Sardinia et Corsica 
| Nome Latino      | Nome attuale         |
| ---------------- | -------------------- |
| Aiacium          | Aiaccio              |
| Augustis         | Austis               |
| Bhiora           | Serri                |
| Bithia           | Domus de Maria       |
| Bosa             | Bosa                 |
| Caralis          | Cagliari             |
| Cornus           | Cuglieri             |
| Metalla          | Iglesias             |
| Neapolis         | Guspini              |
| Nora             | Pula                 |
| Nure             | In comune di Sassari |
| Olbia            | Olbia                |
| Othoca           | Santa Giusta         |
| Sarcapos         | Villaputzu           |
| Sorabile         | Fonni                |
| Sulci            | Sant'Antioco         |
| Valentia         | Nuragus              |
| Tharros          | Cabras               |
| Tibula           | Castelsardo          |
| Turris Libisonis | Porto Torres         |
| Usellus          | Usellus              |

## Province orientali

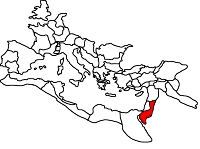
La provincia romana di Arabia

Arabia 
| Nome Latino         | Nome attuale |
| ------------------- | ------------ |
| Aelana              | Aqaba        |
| Nova Traiana Bostra | Bosra        |
| Gerasa              | Jerash       |
| Petra               | Petra        |
| Philippopolis       | Shahba       |
| Rabba               | Rabbathmoba  |

 Asia 
| Nome Latino | Nome attuale          |
| ----------- | --------------------- |
| Ephesus     | Efes                  |
| Nicomedia   | İzmit                 |
| Sardis      | Sart                  |
| Smyrna      | Izmir (in it., Smirne |